# Guimarães
Guimarães é uma cidade portuguesa e capital da sub-região do Ave, pertencendo à região do Norte e ao distrito de Braga e ainda à antiga província do Minho, com uma população de 54 178 habitantes, distribuídos por uma malha urbana de 20,4 km2, em 16 freguesias e uniões de freguesias e com uma densidade populacional de 2 305,4 hab./km2. Estas freguesias têm uma área total de 51,66 km2, 71 330 habitantes em 2021 e uma densidade populacional de 1 380,8 hab./km2.
É sede do Município de Guimarães que tem uma área total de 241 km2, 156 830 habitantes em 2021 e uma densidade populacional de 650,9 hab./km2, subdividido em 48 freguesias. O município é limitado a norte pelo município de Póvoa de Lanhoso, a leste por Fafe, a sul por Felgueiras, Vizela e Santo Tirso, a oeste por Vila Nova de Famalicão e a noroeste por Braga.
É uma cidade histórica, com um papel crucial na formação de Portugal, e que conta já com mais de um milénio desde a sua formação, altura em que era designada como Vimaranes.
Guimarães é uma das mais importantes cidades históricas do país, estando o seu centro histórico inscrito na lista de Património Mundial da UNESCO desde 2001, o que a torna definitivamente num dos maiores centros turísticos da região. As suas ruas e monumentos respiram história e encantam quem a visita.
A Guimarães actual soube conciliar, da melhor forma, a história e consequente manutenção do património com o dinamismo e empreendedorismo que caracterizam as cidades modernas, que se manifestou na nomeação para Capital Europeia da Cultura em 2012, factores que levaram Guimarães a ser eleita pelo New York Times como um dos 41 locais a visitar em 2011 e a considerá-la um dos emergentes pontos culturais da Península Ibérica. Foi ainda Cidade Europeia do Desporto (CED), em 2013. Nesta última, Guimarães foi distinguida como sendo a melhor CED de 2013. Será, ainda, Capital Verde Europeia 2026.
Guimarães é muitas vezes designada como "Cidade Berço", devido ao facto aí ter sido estabelecido o centro administrativo do Condado Portucalense por D. Henrique e por seu filho D. Afonso Henriques poder ter nascido nesta cidade e fundamentalmente pela importância histórica que a Batalha de São Mamede, travada na periferia da cidade em 24 de Junho de 1128, teve para a formação da nacionalidade. Contudo, as necessidades da Reconquista e de proteger os territórios a sul levou o centro da monarquia para Coimbra em 1131, no mesmo ano em que foi fundado o Mosteiro de Santa Cruz de Coimbra.

## Toponímia
O nome «Guimarães» provém do baixo-latim [Villa] Vimaranis, embora autores antigos defendiam que o nome derivava primeiramente de Via Maris. O topónimo teve origem em Vímara Peres, nos meados do século IX, quando fez deste local o seu principal centro governativo do condado Portucalense que tinha conquistado para o Reino das Astúrias e onde morreu.[carece de fontes?]

## História

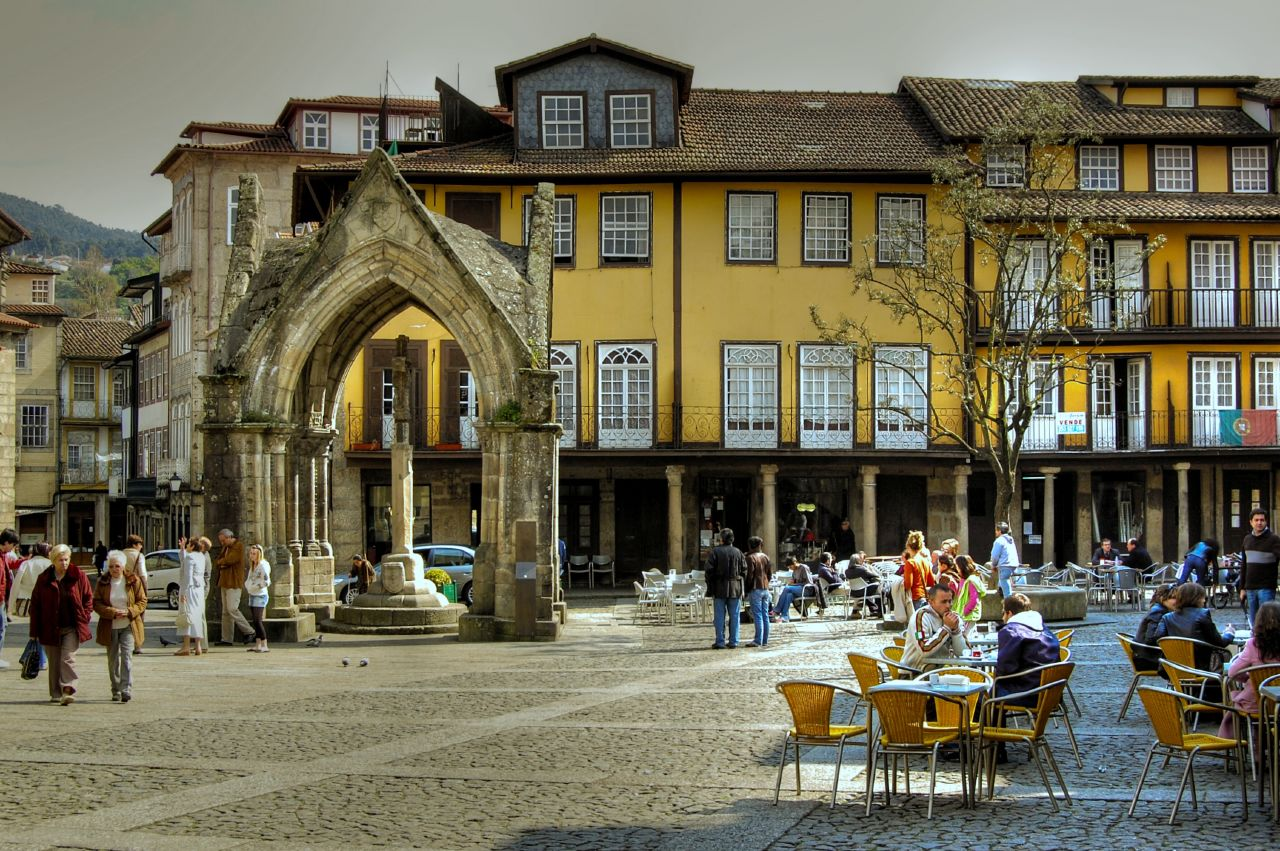
Praça da Oliveira, no Centro Histórico, com o Padrão do Salado

A cidade está historicamente associada à fundação da nacionalidade e identidade Portuguesa. Guimarães, entre outras povoações, antecede e prepara a fundação de Portugal, sendo conhecida como "O Berço da Nação Portuguesa". Aqui tiveram lugar em 1128 alguns dos principais acontecimentos políticos e militares, que levariam à independência e ao nascimento de uma nova Nação. Por esta razão, está inscrito numa das torres da antiga muralha da cidade "Aqui nasceu Portugal", referência histórica e cultural de residentes e visitantes nacionais.

#### Pré e Proto-História
A região em que Guimarães se integra é de povoamento permanente desde pelo menos o Calcolítico Final nacional, como atestam a presença, no município, das citânias de Briteiros e de Sabroso ou a Estação arqueológica da Penha. Estes mesmos povoados foram romanizados pela ocupação romana que fundou outros novos povoamentos.
A Ara de Trajano denuncia a utilização, pelos romanos, das águas termais da vila de Caldas das Taipas.

#### Da fundação de Guimarães à fundação de Portugal

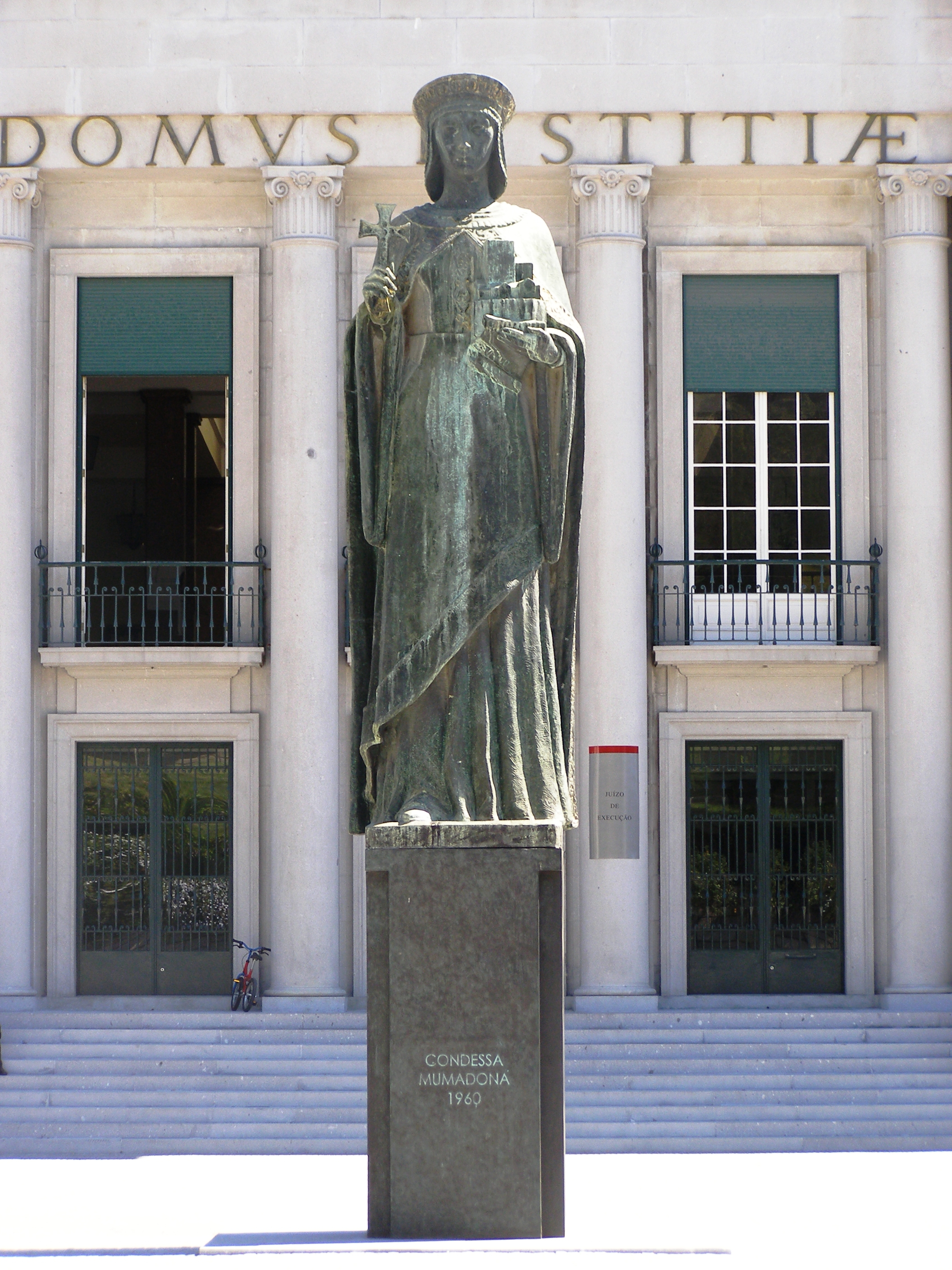
Álvaro de Brée, Estátua de Mumadona Dias em frente ao Palácio da Justiça

Após a intervenção política de reconquista organizada pelo Reino das Astúrias, com a intervenção do fidalgo Vímara Peres ainda no remoto século IX, a fundação medieval da moderna cidade tem as suas raízes no remoto século X. Foi nesta altura que a condessa Mumadona Dias, viúva de Hermenegildo Gonçalves, mandou construir, na sua propriedade de Vimaranes, um mosteiro dúplice, que se tornou num núcleo de atracção e deu origem à fixação de um grupo populacional conhecido como vila baixa. Paralelamente e para defesa do aglomerado, mandou construir um castelo a pouca distância, na colina, criando assim um segundo ponto de fixação na vila alta. A ligar os dois núcleos formou-se a Rua de Santa Maria.
Posteriormente o Mosteiro transformou-se em Real Colegiada e adquiriu grande importância devido aos privilégios e doações que reis e nobres lhe foram concedendo. Tornou-se num afamado Santuário de Peregrinação, e de todo o lado acorriam crentes com preces e promessas.
A outorga, pelo conde D. Henrique, do primeiro foral nacional (considerado por alguns historiadores anterior ao de Constantim de Panóias), em data desconhecida, mas possivelmente em 1096, atesta a importância crescente da então vila de Guimarães, escolhida ainda como capital do então Condado Portucalense.
Em 1127 Guimarães foi cercada por D. Afonso VII, para terminar com a tentativa de revolta liderada por D. Afonso Henriques, e exigir que este se torne seu vassalo. Aqui se daria, a 24 de Junho de 1128, a Batalha de São Mamede. Em 1131 D. Afonso Henriques faz de Coimbra o centro da monarquia nacional, posição que até então pertencia a Guimarães.

#### Idade Média
Como a vila foi-se expandindo e organizando, foi rodeada parcialmente por uma muralha defensiva no reinado de D. Dinis. Entretanto as ordens mendicantes instalam-se em Guimarães e ajudam a moldar a fisionomia da cidade, tendo a Ordem Franciscana fundado, por volta de 1217, um eremitério em Guimarães. Posteriormente, os dois núcleos fundem-se num único e após o derrube da muralha que separava os dois núcleos populacionais no reinado de D. João I, a vila intramuros já pouco mudará, expandindo-se extramuros com a criação de novos arruamentos como a Rua dos Gatos.
Guimarães foi palco de Cortes em 1256, 1261, 1288 e 1401.

#### Idade Moderna e Contemporânea

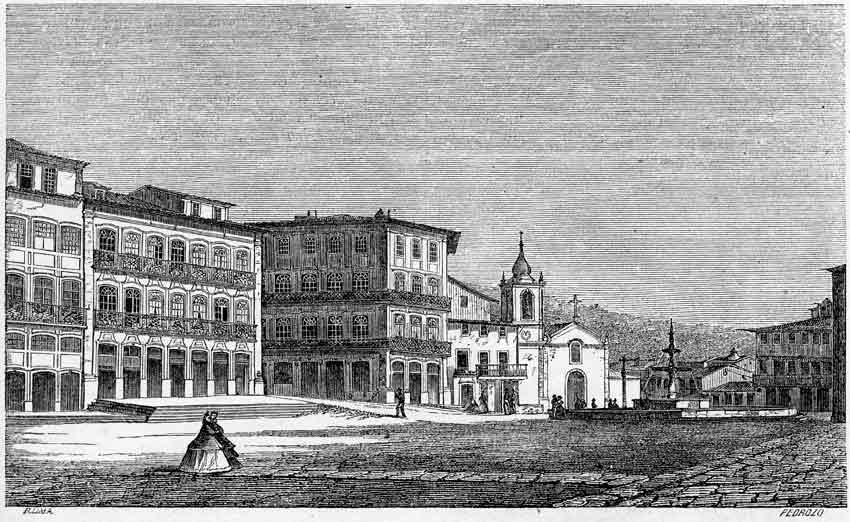
O Toural representado numa imagem de 1864.

Haverá ainda a construção de algumas igrejas, conventos e palácios, a formação do Largo da Misericórdia (presente Largo João Franco) em finais do século XVII e inícios do XVIII, mas a sua estrutura não sofrerá grande transformação. Será a partir de finais do século XIX, com as novas ideias urbanísticas de higiene e simetria, que a vila, elevada a cidade, pela Rainha D. Maria II, por decreto de 23 de Junho de 1853, irá sofrer a sua maior mudança.
Será autorizado e fomentado o derrube das muralhas, haverá a abertura de ruas e grandes avenidas como o moderno Largo de Martins Sarmento, o Largo da Condessa do Juncal e a Alameda de São Dâmaso, e a parquização da Colina da Fundação. No entanto, quase tudo foi feito de um modo controlado, permitindo assim a conservação do seu magnífico Centro Histórico.
A 28 de Junho de 2013 a Cidade de Guimarães foi feita Membro-Honorário da Antiga, Nobilíssima e Esclarecida Ordem Militar de Sant'Iago da Espada, do Mérito Científico, Literário e Artístico.

## Património
| Imagem: Centro Histórico de Guimarães e Zona de Couros | A cidade de Guimarães inclui o sítio "Centro Histórico de Guimarães e Zona de Couros", Património Mundial da UNESCO. |  |

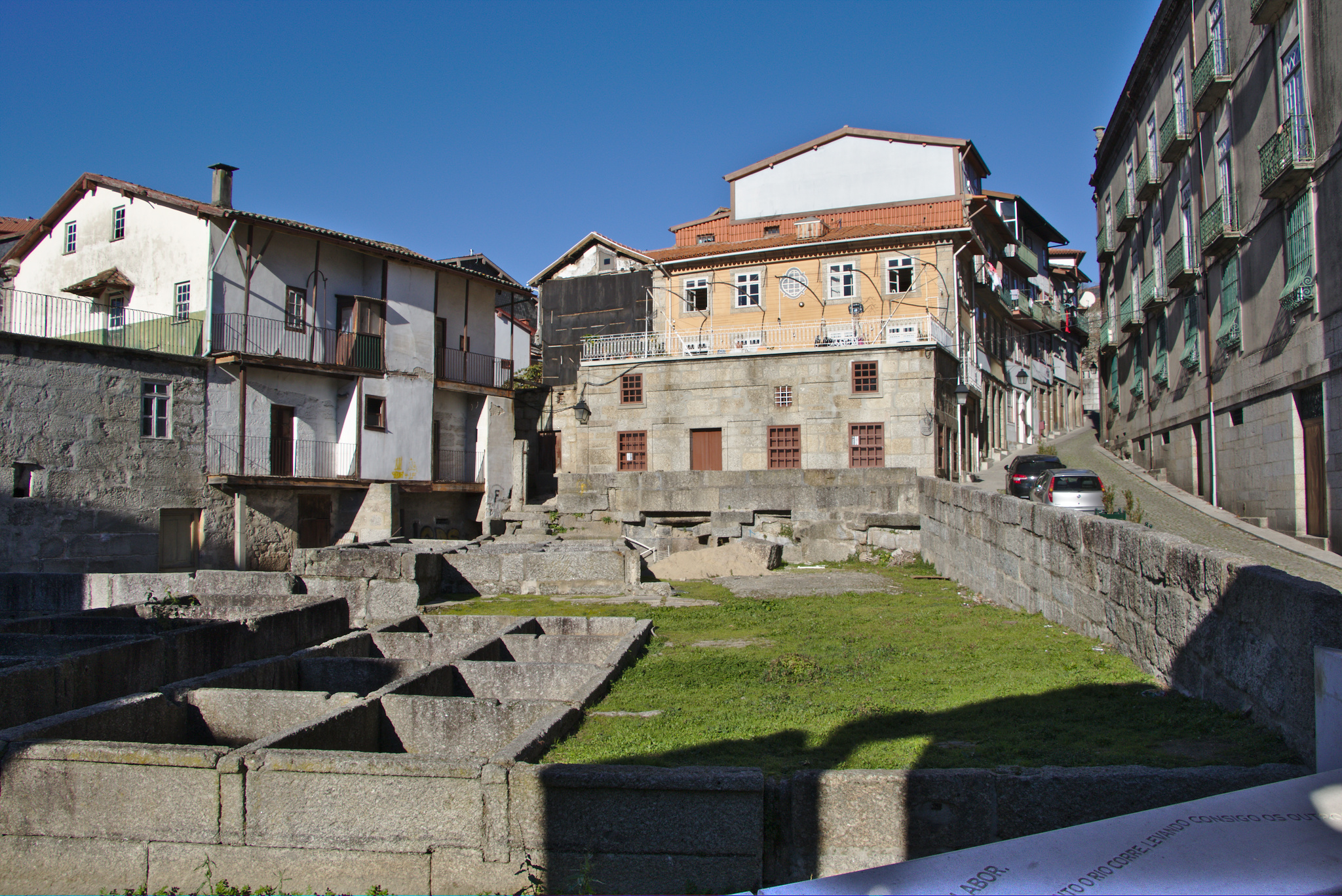
Indústria dos Curtumes realizada nos tanques da Zona de Couros

O papel de Guimarães desempenhado na formação da nacionalidade portuguesa confere-lhe uma singularidade, muito marcada no contexto turístico nacional, um estatuto simbólico que mantém desde há séculos. Primeira capital do Condado Portucalense e do país é uma das mais importantes memórias vivas, da afirmação e independência de Portugal. Este facto, aliado à classificação do Centro Histórico de Guimarães como Património Cultural da Humanidade em 2001, desempenha um papel fundamental na diferenciação de Guimarães como atracção turística no contexto dos circuitos de turismo cultural no Noroeste Peninsular.
Em 2021, foi aberto o procedimento de ampliação da classificação do Centro Histórico de Guimarães à Zona de Couros e em 19 de Setembro de 2023 foi aprovado o alargamento da área Património Mundial e os respectivos atributos, e alterada a designação, passando a designar-se "Centro Histórico de Guimarães e Zona de Couros" (até então designava-se "Centro Histórico de Guimarães").

### Arquitectura religiosa

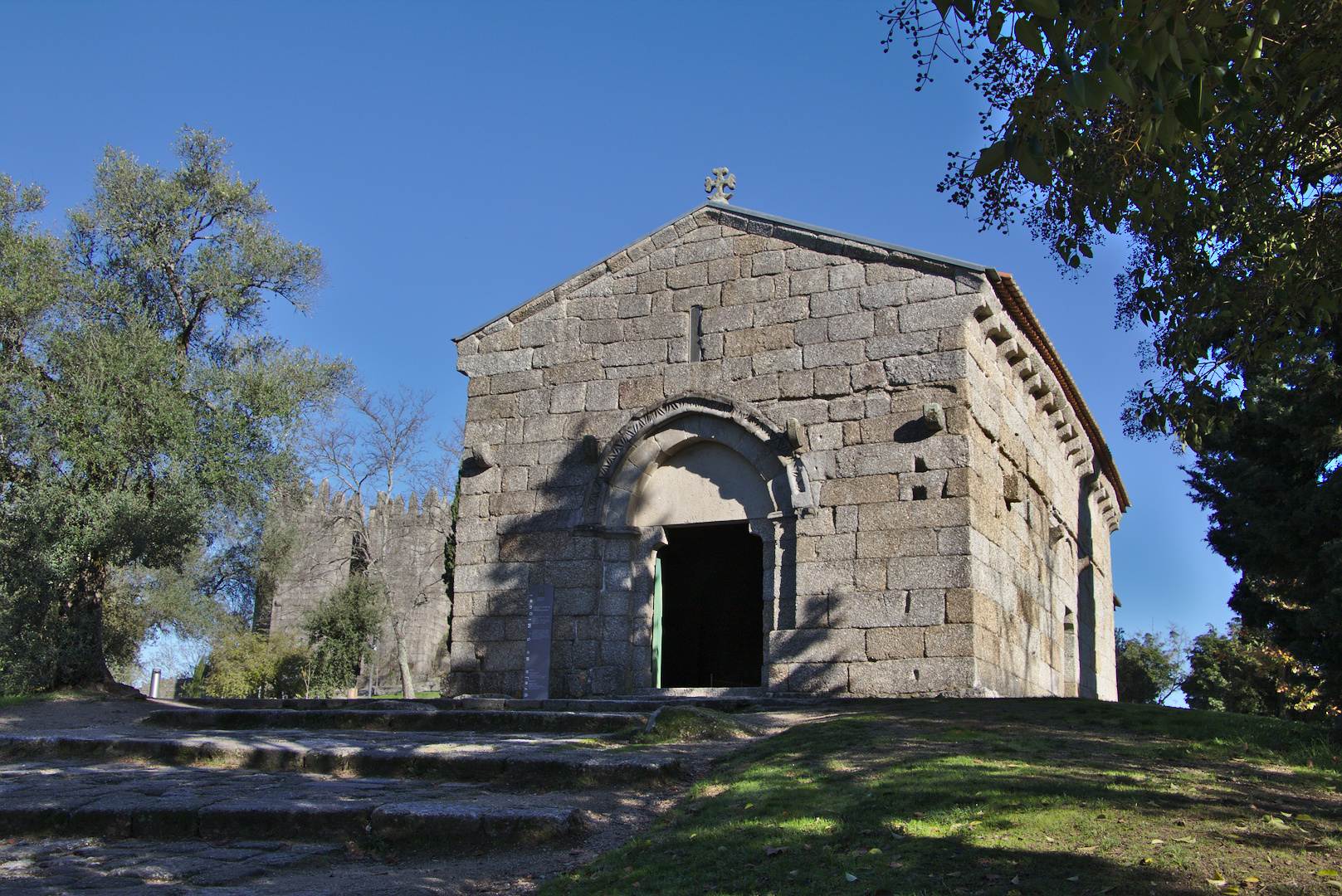
Igreja de São Miguel do Castelo

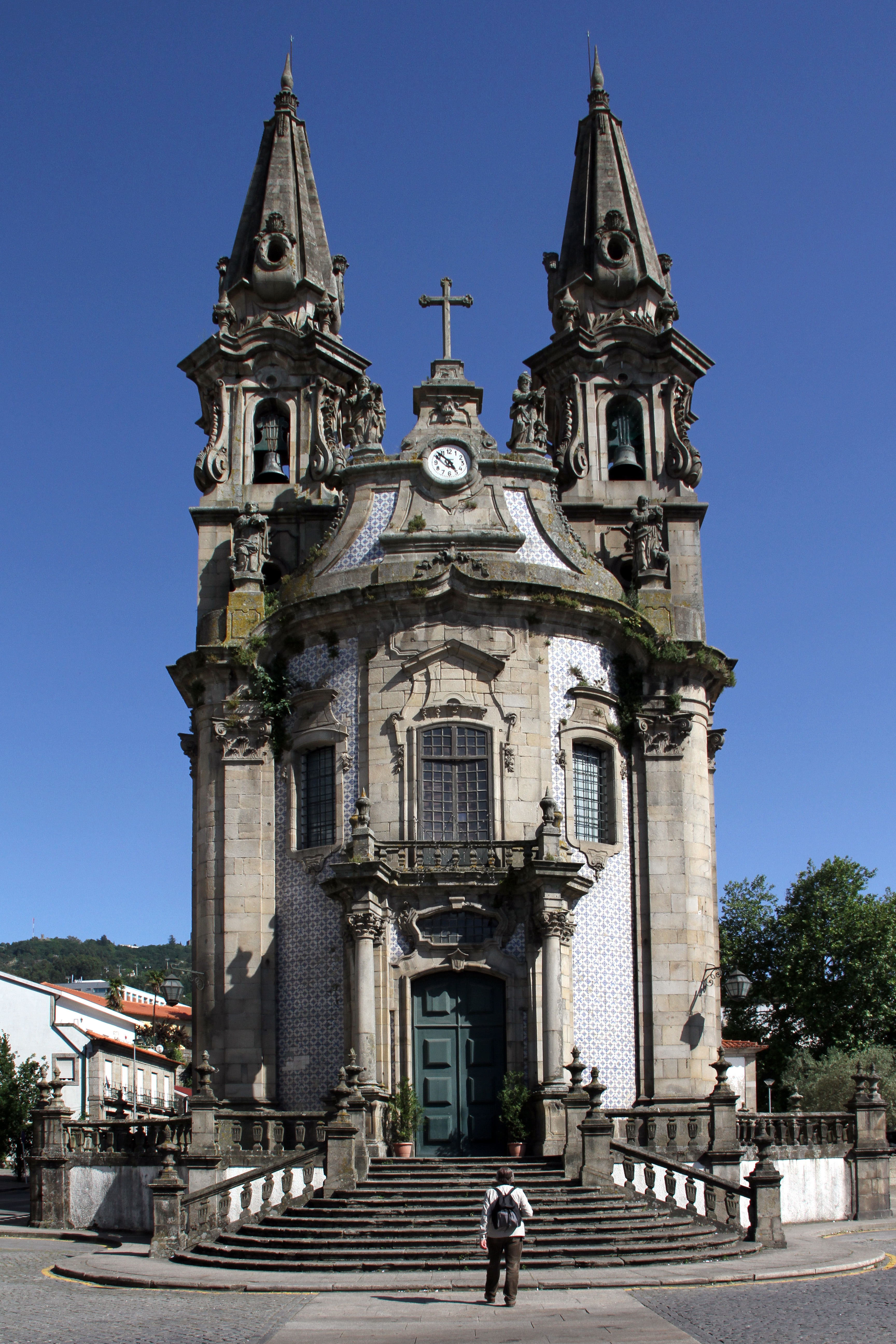
Igreja da Real Irmandade de Nossa Senhora da Consolação e Santos Passos

Do primitivo edifício da Igreja de Nossa Senhora da Oliveira pouco resta. Albergou a Colegiada de Santa Maria de Guimarães, uma das instituições religiosas mais importantes da Baixa Idade Média portuguesa. O edifício, na sua presente configuração, foi construído por ordem do rei D. João I, em finais do século XIV, como paga, a Nossa Senhora da Oliveira, pela sua vitória na Batalha de Aljubarrota.
A Capela de São Miguel do Castelo é uma capela tardo-românica, construída no século XIII, onde segundo a lenda terá sido baptizado D. Afonso Henriques.
As Capelas dos Passos da Paixão de Cristo são pequenas capelas distribuídas pela cidade de Guimarães, representando os diferentes momentos da Via Sacra.
Basílica de São Pedro, situada no Toural é um templo neoclássico e uma basílica menor.

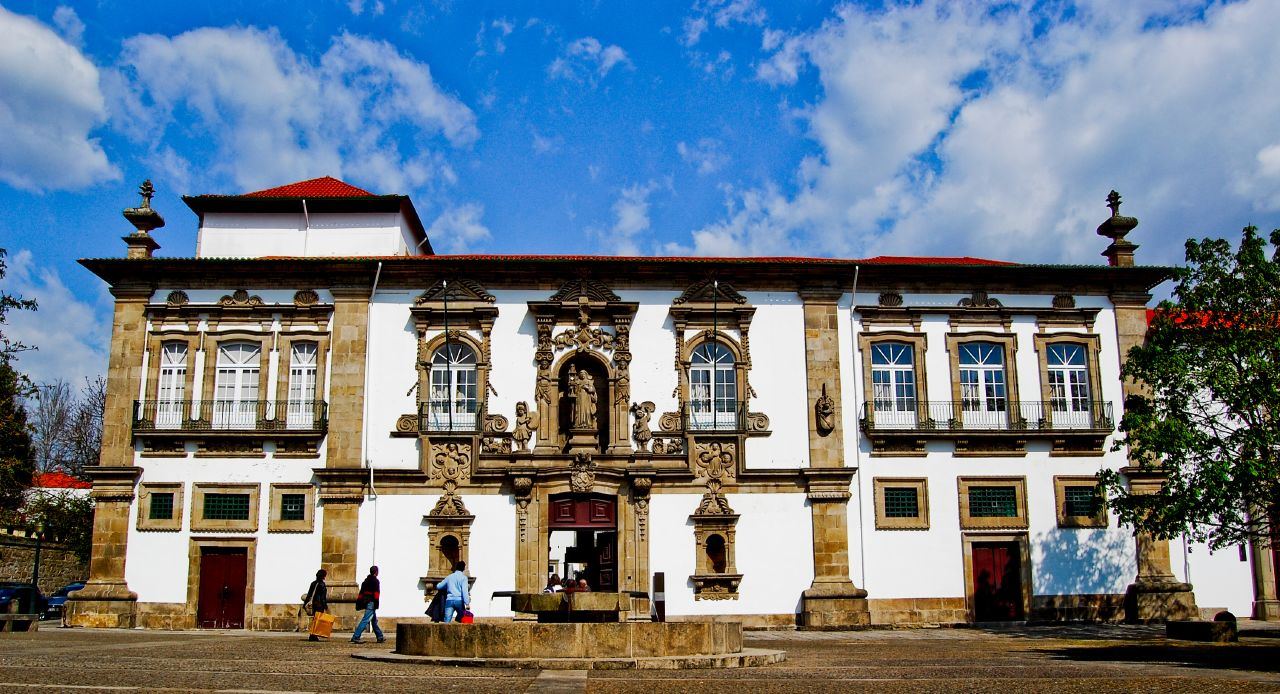
Convento de Santa Claro onde é o Paços do Concelho de Guimarães

O Convento de Santa Clara, fundado no século XVI, é um importante edifício histórico e religioso em Guimarães. Actualmente, é a sede da Câmara Municipal de Guimarães. O convento é um excelente exemplo de arquitectura conventual, e a sua transformação em edifício público reflecte a adaptação dos patrimónios históricos a novas funções contemporâneas, preservando ao mesmo tempo a sua herança cultural.
Igreja da Misericórdia, localizada no centro histórico de Guimarães, é um edifício religioso significativo que combina elementos de diferentes estilos arquitectónicos, resultantes das várias fases de construção e restauro ao longo dos séculos. É conhecida pelo seu estilo maneirista e pela sua fachada classicista e pelo rico interior decorado, sendo um importante local de culto e um marco no património religioso da cidade.

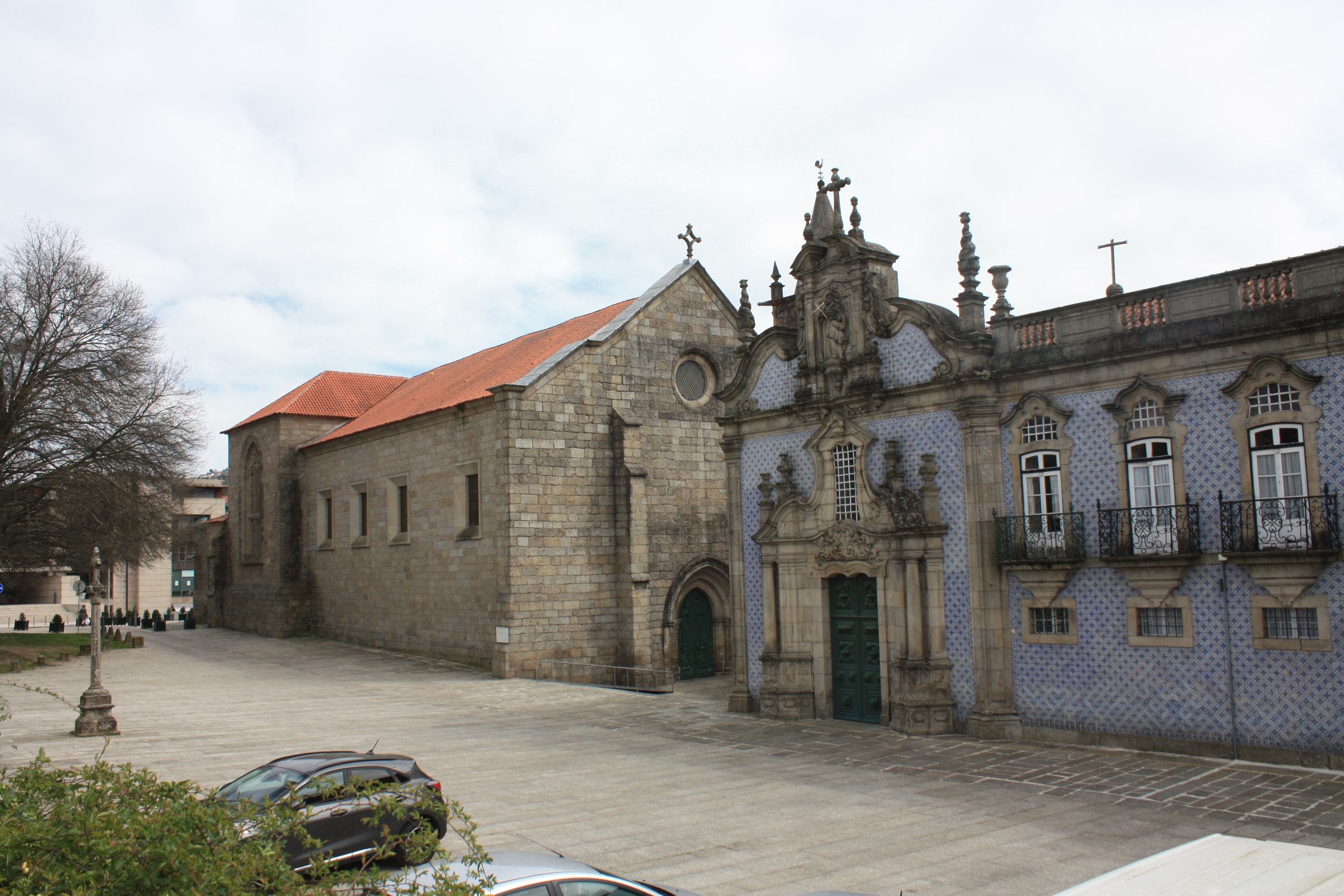
Igreja e Convento de São Francisco

O Convento de São Francisco construído no início do século XV, viu a sua igreja ser alterada no século XVII. Apenas o portal e a cabeceira conservam o seu carácter gótico primitivo. Na capela-mor tem ainda interessantes retábulos de talha dourada e azulejos historiados do início do século XVIII, retornando cenas da vida de Santo António.
A Igreja de São Domingos, de estilo gótico, foi mandada construir pela ordem dominicana, em 1270 mas seria reedificada noutro lugar a partir de 1375. A igreja destaca-se pelas suas características arquitectónicas, incluindo o corpo da igreja dividido em três naves, que reflectem o estilo mendicante austero e espiritual dos dominicanos. É um dos exemplares mais importantes da arquitectura gótica em Guimarães.
Igreja e Convento das Domínicas são outro exemplo importante de património religioso em Guimarães foram construídos no século XVII e XVIII. O convento é conhecido pelo seu claustro e pela igreja anexa, que possui uma rica decoração interior.
Igreja de Nossa Senhora da Consolação e Santos Passos (conhecida vulgarmente por Igreja de São Gualter) é uma das igrejas mais icónicas de Guimarães. Construída no século XVIII, em estilo barroco e com risco de André Soares é famosa pela sua imponente fachada.  A igreja é um importante local de devoção e um ponto de referência para os habitantes da cidade.
O Mosteiro de Santa Marinha da Costa, inserido num percurso ascendente até á montanha da Penha, foi fundado no século XII, mas com possíveis origens num templo de finais do século IX, foi convertido em Pousada de Portugal por projecto do arquitecto Fernando Távora. Esta transformação preservou a essência histórica e arquitectónica do mosteiro, enquanto o adaptou a novas funções turísticas e culturais. O mosteiro é um exemplo impressionante de como o património religioso pode ser revitalizado e integrado na vida contemporânea.
O Santuário da Penha, localizado no alto da montanha da Penha, é um importante local de peregrinação e devoção. Construído no século XX, o santuário oferece uma vista panorâmica sobre a cidade de Guimarães e é um local de grande beleza natural e espiritual. O acesso ao santuário pode ser feito através de teleférico, tornando-o um destino popular tanto para turistas como para peregrinos.
O Basílica de São Torcato, localizado na vila de São Torcato, é um imponente templo católico, com duas torres simétricas, fachada em granito e belos vitrais, que se destaca pelo seu estilo arquitetónico neorromânico, integrando elementos góticos, românicos e renascentistas. Construída entre os séculos XIX e XX, foi sagrada em 2015 e elevada a basílica menor pelo Papa Francisco em 2019. No seu interior venera-se o corpo incorrupto de São Torcato, o primeiro mártir do cristianismo ibérico, o que faz deste santuário um dos maiores centros religiosos do norte de Portugal, especialmente durante a "Romaria Grande". 
A Igreja de Serzedelo, classificada como Monumento Nacional, é um edifício religioso significativo pela sua história e arquitectura. Situada na freguesia de Serzedelo, esta igreja destaca-se pela sua estrutura medieval e pelos elementos decorativos que reflectem a riqueza artística da época em que foi construída.

### Arquitectura civil

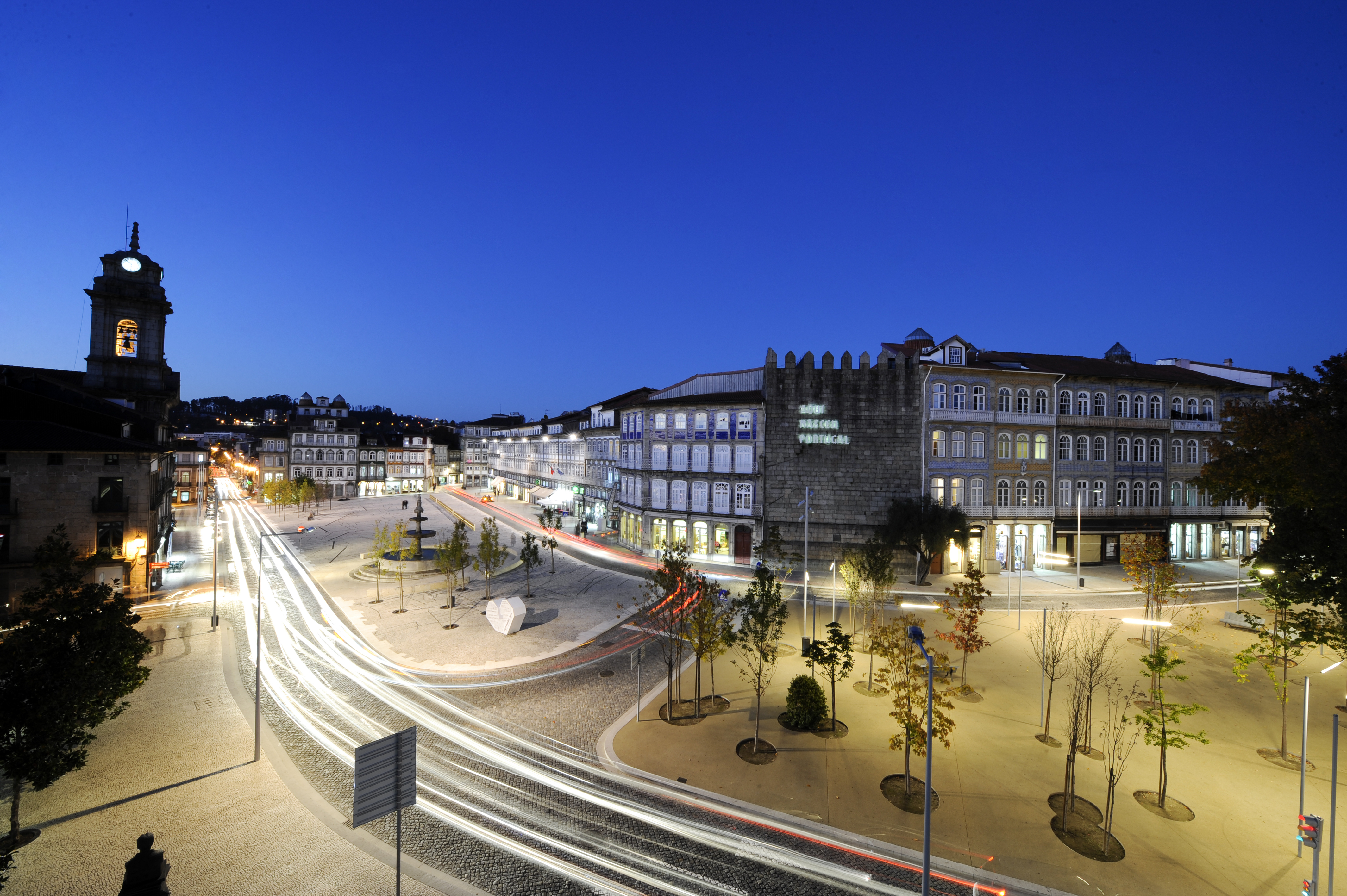
Vista do Toural

A cidade de Guimarães apresenta uma riquíssima variedade na sua arquitectura civil, nela sobressaindo-se o Paço dos Duques de Bragança, construído no século XV por D. Afonso, 1.º duque de Bragança, e que devido ao seu posterior abandono seria reconstruído na década de 1930.
A Rua de Santa Maria, de origem medieval, era zona privilegiada da elite vimaranense, ligando antigamente a  Zona do Castelo à Colegiada de Guimarães na praça da Oliveira, mas presentemente começa no Largo do Carmo, onde despontam a casa onde morreu Francisco Martins Sarmento, a Igreja do Carmo e o seu chafariz central.

Descendo essa rua acedemos à zona central da zona histórica onde se encontram a Praça de Santiago, ladeada de casas antigas, de sacadas rematadas pelo tradicional alpendre, guardando um cunho medieval acentuado e a Praça da Oliveira, onde pode-se admirar a Igreja de Nossa Senhora da Oliveira e o Padrão do Salado. Estas duas praças são conhecidas localmente por serem o centro da movida vimaranense, devido à concentração de bares que se estende pelas praças e arruamentos periféricos. Como elemento de ligação, existem os Antigos Paços do Concelho, onde se localiza o actual Museu de Arte Primitiva Moderna.

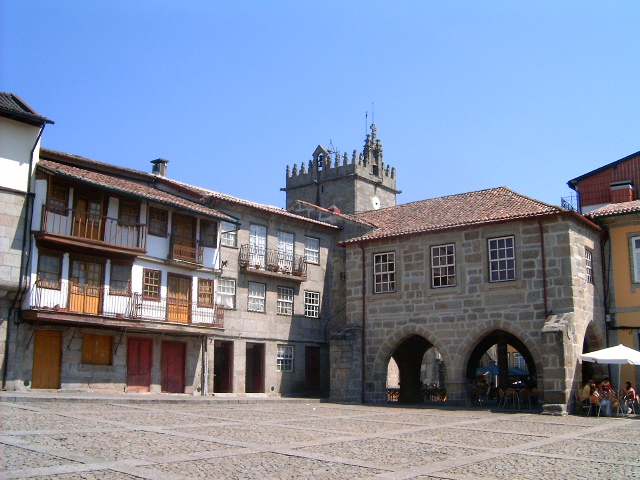
Praça de Santiago - vista em direcção à praça da Oliveira, para lá dos arcos sob o museu de Arte Primitiva Moderna

A Casa da Rua Nova, situada na presente Rua de Egas Moniz, que albergou durante anos o Gabinete Técnico Local, responsável pelos estudos tendentes à reabilitação do Centro Histórico.
A Casa dos Lobos Machado, serviu, durante muitos anos, como sede da Associação Comercial e Industrial de Guimarães, actualmente em processo de insolvência.
O Largo do Toural (conhecido como a "sala de visitas" da cidade e assim chamado por ter sido inicialmente construído como uma feira de venda de gado), é presentemente com o conjunto das praças da Oliveira e de Santiago, considerado popularmente como o centro da cidade. É ladeado de casas antigas com telhados de águas furtadas, janelas enormes que ocupam toda a fachada e belas grades de ferro forjado.
A Rua D. João I, antiga Rua dos Gatos, foi uma das primeiras ruas a existir fora do perímetro amuralhado e servia de ligação à antiga estrada para o Porto.
O Palácio Vila Flor, até finais do século XIX, situado até princípios do século XX nos arrabaldes da cidade, foi onde primeiramente se situou a Universidade do Minho e onde presentemente se situa o Centro Cultural Vila Flor.

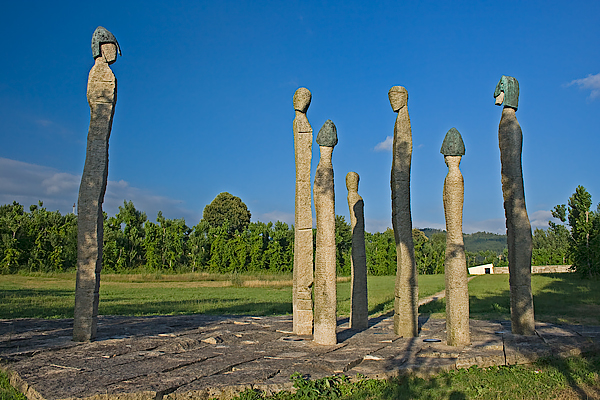
Campo de Ataca em São Torcato

O Parque da Cidade de Guimarães, é o maior espaço verde no coração da cidade.
Fora da área urbana pode-se encontrar o Campo da Ataca, onde se terá iniciado a Batalha de São Mamede. Sobranceira à cidade, o Monte da Penha é um aprazível sítio de onde se pode desfrutar de uma panorâmica do município e municípios envolventes. Merece aí destaque a igreja projectada por José Marques da Silva ou estátua de Pio IX, situada no ponto mais alto do município. Gravado numa rocha, observa-se um baixo-relevo dos aviadores Gago Coutinho e Sacadura Cabral. Deva-se ainda referir o busto sobre pedestal de José de Pina e a imagem de São Cristóvão, enquadrada no alto de um rochedo. 

### Arquitectura militar
A cidade de Guimarães possui somente estruturas militares românico-góticas. O Castelo de Guimarães foi mandado construir no século X pela Condessa Mumadona para defender a população dos ataques dos muçulmanos, tendo ainda sido construído posteriormente as Muralhas de Guimarães, iniciadas cerca de 1265 e terminadas em 1318.

### Arqueologia

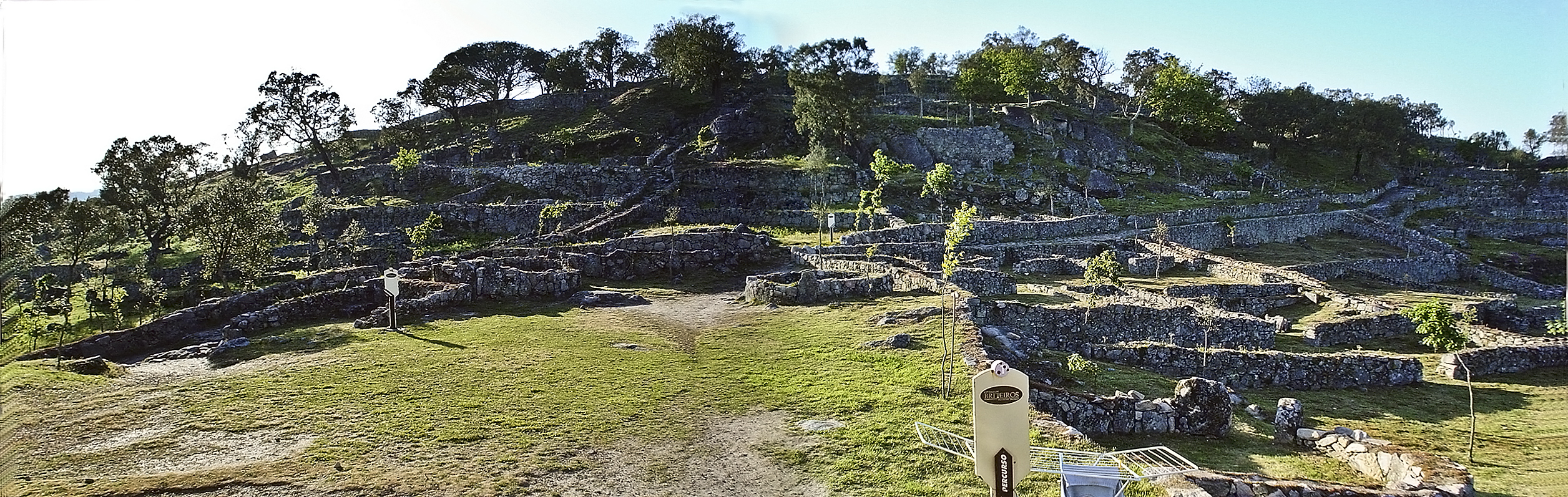
Vista panorâmica da Citânia de Briteiros

A Citânia de Briteiros, classificada como Monumento Nacional desde 1910 é um dos monumentos nacionais mais importantes da cultura castreja, sendo estudada e escavada, desde 1874, pelo arqueólogo Francisco Martins Sarmento, até ao presente, Perto, a Citânia de Sabroso, igualmente classificada como Monumento Nacional desde 1910 e começou a ser escavada em 1877, pelo mesmo arqueólogo, foi objecto de um processo de reabilitação para o tornar visitável. A preservação de ambas estas citânias é da responsabilidade da Sociedade Martins Sarmento.
A Estação arqueológica da Penha, situada na montanha da Penha próxima à cidade, compreende vestígios de um povoado permanente inserido cronologicamente entre o Calcolítico Final e o Bronze Inicial.
A Ara de Trajano, localizada na vila de Caldas das Taipas é uma lápide de tipo invocativo, dedicada a Trajano.
De referir ainda a presença, dispersa pelo município, de vários castros  e vestígios arqueológicos menores.

### Estátuas, esculturas e monumentos comemorativos

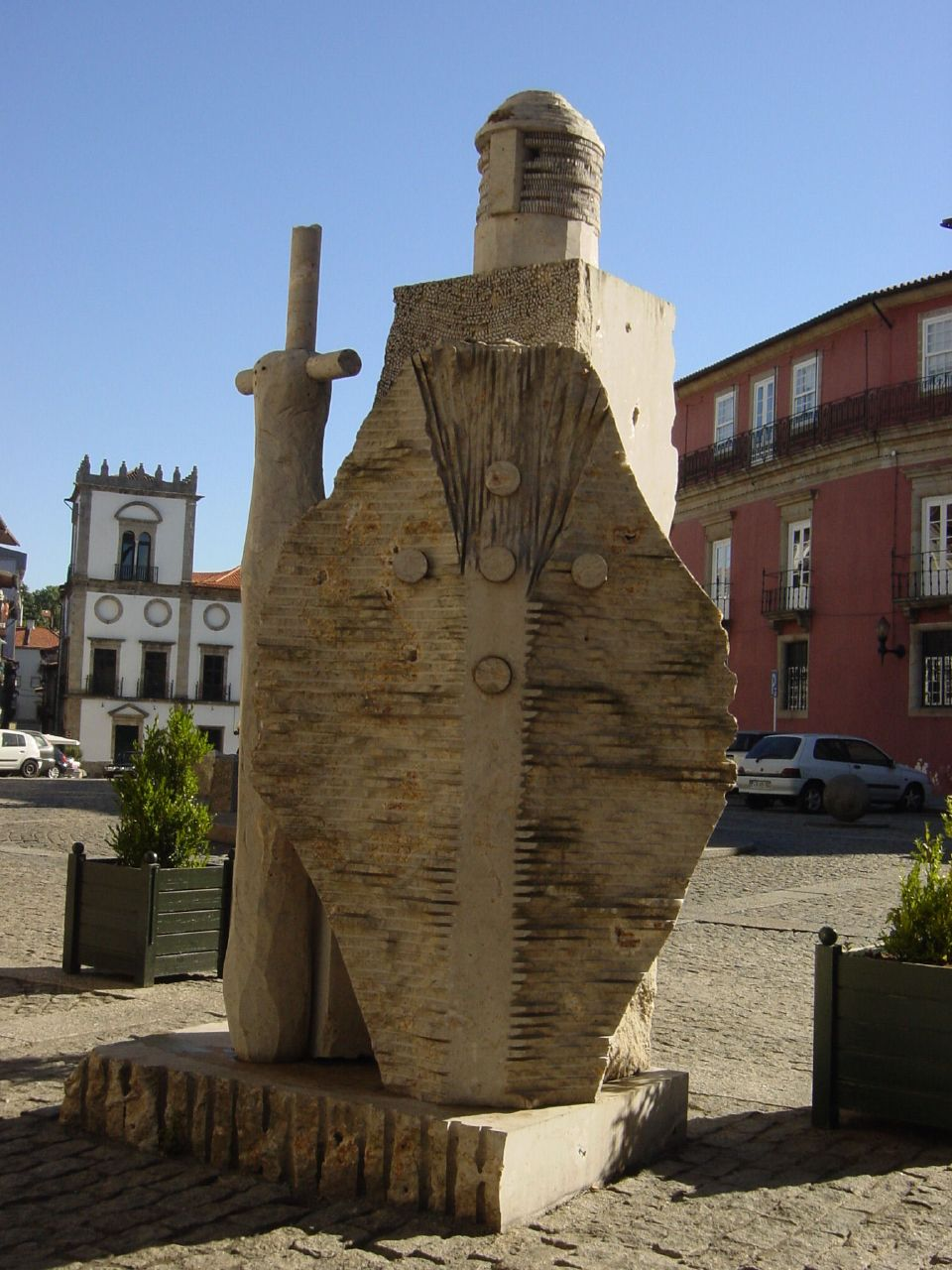
D. Afonso Henriques por Cutileiro

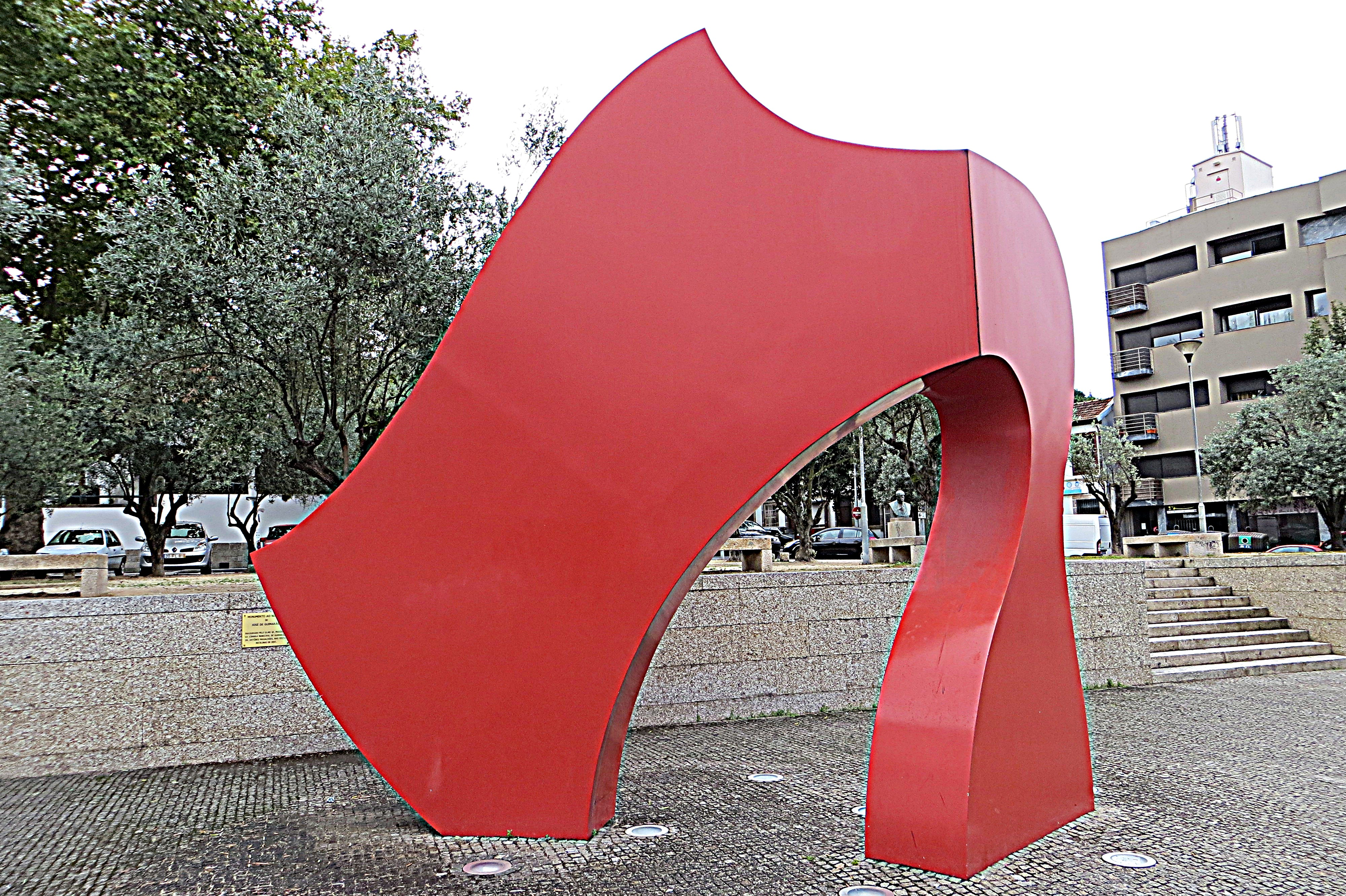
Monumento ao Nicolino

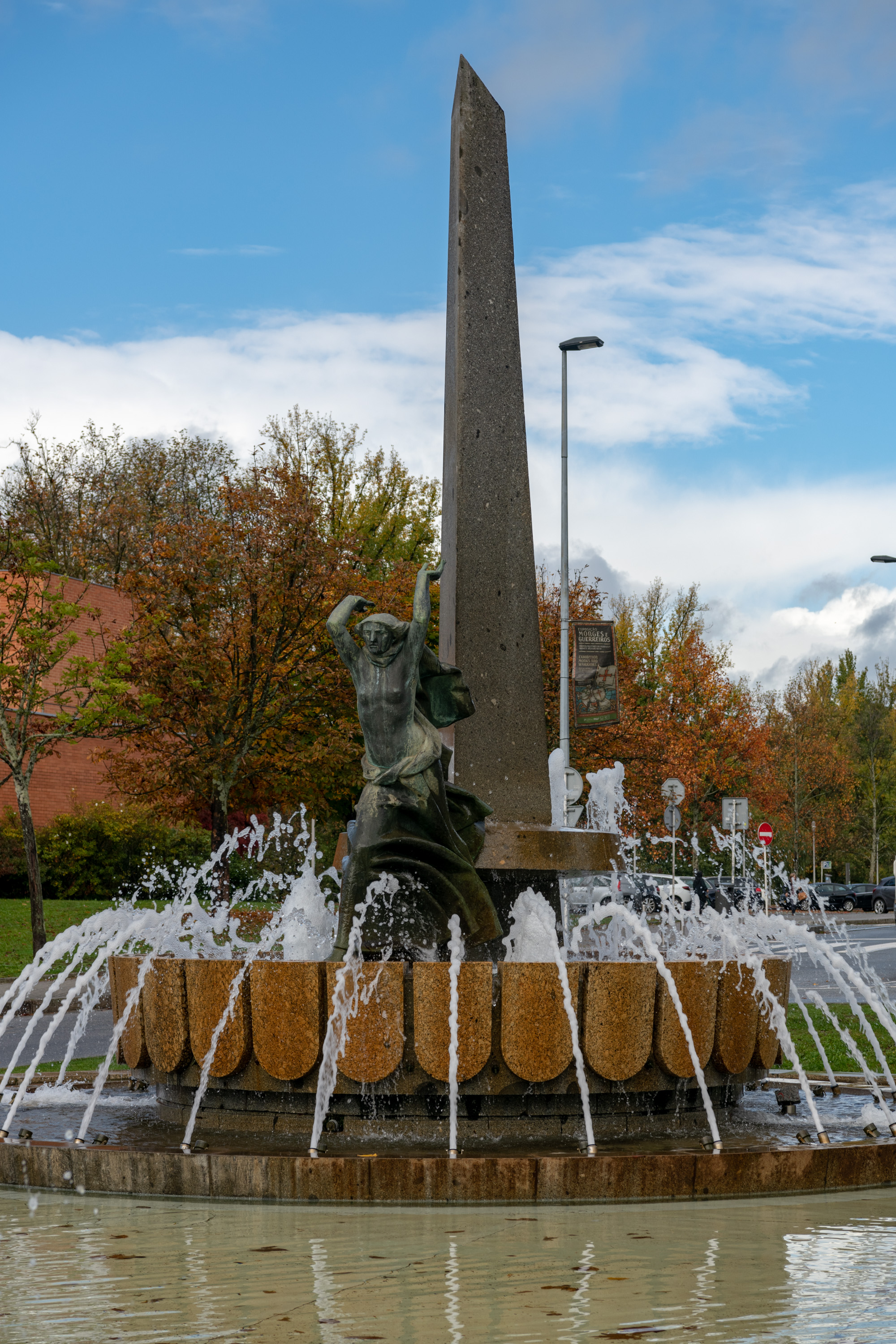
Monumento ao Centenário da Elevação de Guimarães a Cidade

A estátua de D. Afonso Henriques, inserida no acesso principal ao Paço dos Duques de Bragança, é uma obra de Soares dos Reis (estátua) e José António Gaspar (pedestal). A ideia da sua construção partiu de um grupo de portugueses, residentes no Rio de Janeiro, sendo feita a angariação dos fundos necessários nas duas cidades. Esta não é a sua localização original, uma vez que aquando da sua inauguração, em 20 de Setembro de 1887, estava situada num espaço que corresponde ao presente Largo de São Francisco. Teve depois duas trasladações, a primeira para o Toural e a segunda, em 1940, para a sua presente localização.
A escultura de D. Afonso Henriques, situada no largo João Franco e da autoria de João Cutileiro, foi inaugurada a 24 de Junho de 2001 e segundo o seu autor a inspiração veio dos livros de instrução primária da década de 1940, em que D. Afonso Henriques era representado com um montante.
Mumadona Dias, fundadora da cidade, tem uma estátua em sua homenagem na praça homónima. Localiza-se no espaço onde foram demolidos os inacabado futuros Paços do Concelho. Foi oferecida por António de Oliveira Salazar e a sua autoria é de Álvaro de Brée. Foi inaugurada, conjuntamente com a praça e o actual tribunal, em Junho de 1960, pelo então Presidente da República, Almirante Américo Thomaz. Foi recentemente mudada de posição.
O Monumento ao Nicolino, da autoria de José de Guimarães, foi inaugurado a 25 de Janeiro de 2008 junto da Igreja de Nossa Senhora da Consolação e Santos Passos. Representa, a vermelho, a capa usada pelos Nicolinos no seu traje, em vez do preto tradicional do traje nicolino.
Francisco Martins Sarmento foi um arqueólogo e historiador português, natural de Guimarães, conhecido pelas suas escavações e estudos sobre a cultura castreja no Noroeste Peninsular. O monumento a Martins Sarmento homenageia as suas contribuições para a arqueologia e a preservação do património cultural da região. Este monumento encontra-se no centro histórico de Guimarães, destacando a importância de Martins Sarmento na identidade cultural local.
Monumento ao Centenário da Elevação de Guimarães a Cidade. Guimarães foi elevada à categoria de cidade em 1853 e, para celebrar o centenário desta elevação, em 1953, foi erigido este monumento comemorativo. Este monumento simboliza o crescimento e desenvolvimento de Guimarães ao longo de um século, desde uma vila histórica até se tornar uma cidade moderna.
Monumento a Abel Salazar. Abel Salazar, natural de Guimarães, a sua influência na cultura e na ciência portuguesas é reconhecida em várias partes do país. foi um médico, cientista, artista português e resistente ao Estado Novo, conhecido tanto pelas suas contribuições científicas como pelas suas obras de arte. O monumento a Abel Salazar em Guimarães celebra as suas múltiplas facetas e a sua contribuição para a sociedade portuguesa.
Monumento ao Conde de Arnoso. Henrique Lopes de Mendonça, mais conhecido como Conde de Arnoso, foi um escritor, diplomata, par do reino e militar português. Ele foi uma figura importante na literatura, membro do grupo de intelectuais conhecido pelos Vencidos da Vida, e na diplomacia portuguesa do final do século XIX e início do século XX. O monumento em sua homenagem em Guimarães reconhece o seu legado literário e o seu papel na promoção da cultura portuguesa. O Conde de Arnoso também é lembrado pelas suas ligações familiares à nobreza da região.

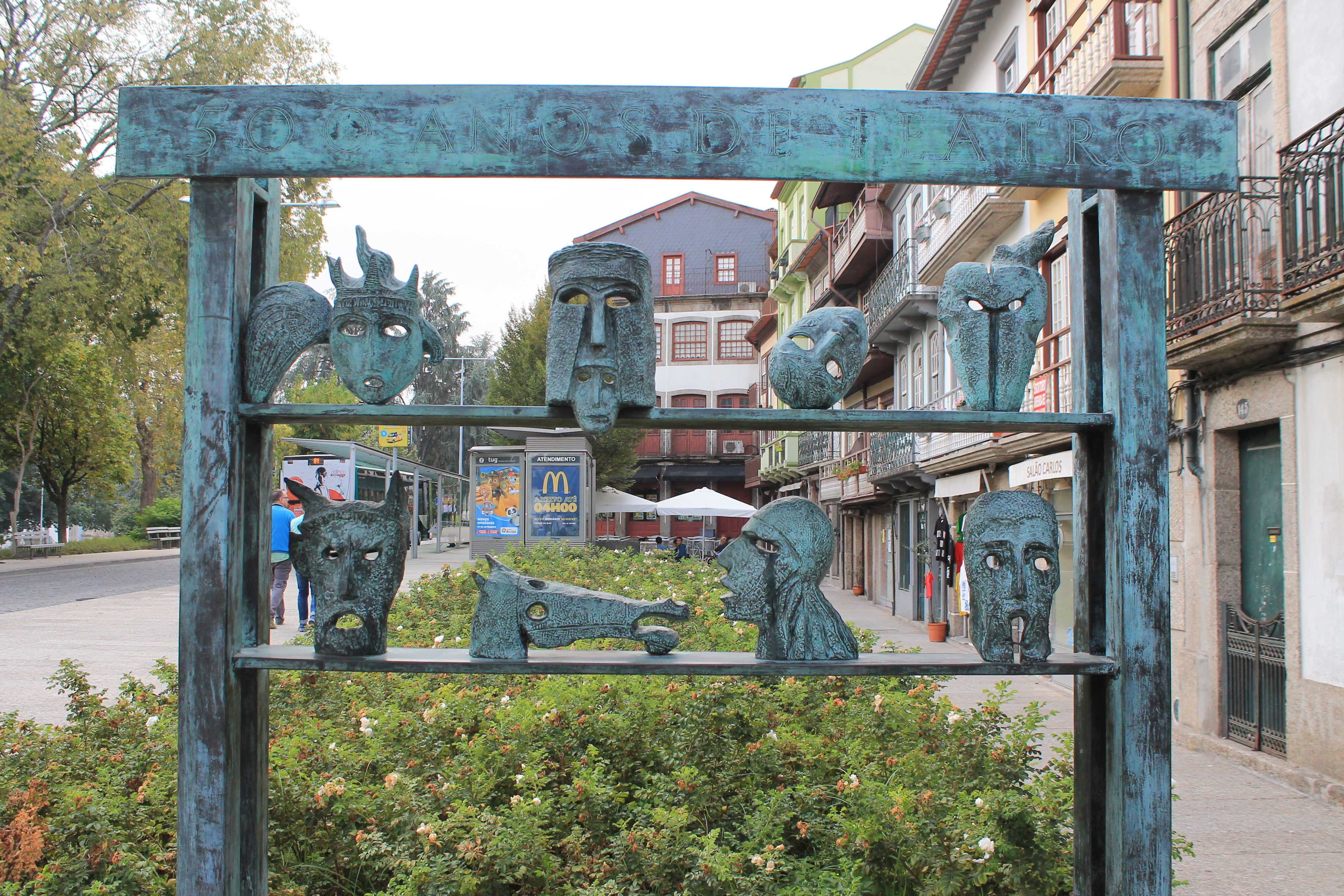
Monumento de homenagem a Gil Vicente e aos 500 anos do Teatro Português

Monumento a Alberto Sampaio. Alberto Sampaio (1841-1908) foi um historiador e economista português, conhecido pelos seus estudos sobre a economia e a sociedade medievais em Portugal. Nascido em Guimarães, o seu trabalho ajudou a lançar luz sobre a história económica e social do país. O monumento a Alberto Sampaio na cidade celebra as suas contribuições para a historiografia e a economia, bem como o seu papel na preservação da história local.
Monumento ao Gravador Molarinho. José Arnaldo Molarinho foi um ourives, conhecido pelo seu trabalho na medalhística. O monumento, que o homenageia, foi inaugurado em 1935, por iniciativa da Sociedade de Defesa e Propaganda de Guimarães e é da autoria de António de Azevedo e o baixo-relevo de Teixeira Lopes.
Monumento de homenagem a Gil Vicente e aos 500 anos do Teatro Português, inaugurado em 2003 e da autoria da escultora Irene Vilar e encontra-se presente na Alameda de São Dâmaso. É constituído por "sete máscaras evocativas da representação dramática" e homenageia os 500 anos do teatro português e o dramaturgo que terá nascido em Guimarães, em meados do século XV.

### Cultura
Guimarães, como cidade de dimensão média, tem uma vida cultural interessante. Para além dos museus, monumentos, associações culturais, galerias de arte e festas populares, tem desde Setembro de 2005 um importante espaço cultural, o Centro Cultural Vila Flor, com dois auditórios, um centro expositivo, e um café-concerto. Escolhida, em Outubro de 2006 para ser Capital Europeia da Cultura em 2012, juntamente com Maribor, cidade da Eslovénia. Até Guimarães 2012 estava previsto ser construída uma Plataforma das Artes, no antigo mercado municipal e terrenos de uma indústria de transformação de mármores, tendo sido inicialmente previsto ser este espaço usado para um Centro de Arte Contemporânea. Esta Plataforma das Artes dividir-se-ia em Centro de Arte a instalar em novo edifício e Ateliers Emergentes de Apoio à Criatividade e Laboratórios Criativos (gabinetes de apoio empresarial). O Centro de Arte ficou conhecido como Centro Internacional das Artes José de Guimarães.

### Gastronomia
O facto de Guimarães ter como gérmen as terras de um convento feminino influenciou muito a gastronomia marcante da região, especialmente a nível da doçaria, como nas tortas de Guimarães e, principalmente, no toucinho do céu. Para além do que é habitual no Minho, como o vinho verde, as papas de sarrabulho, os rojões, etc., confecciona-se também a chamada "bôla de carne" constituída por um tipo de pão (com o formato de uma pizza) servido com carne de porco, sardinhas ou outros acompanhamentos.

### Tradições e festividades

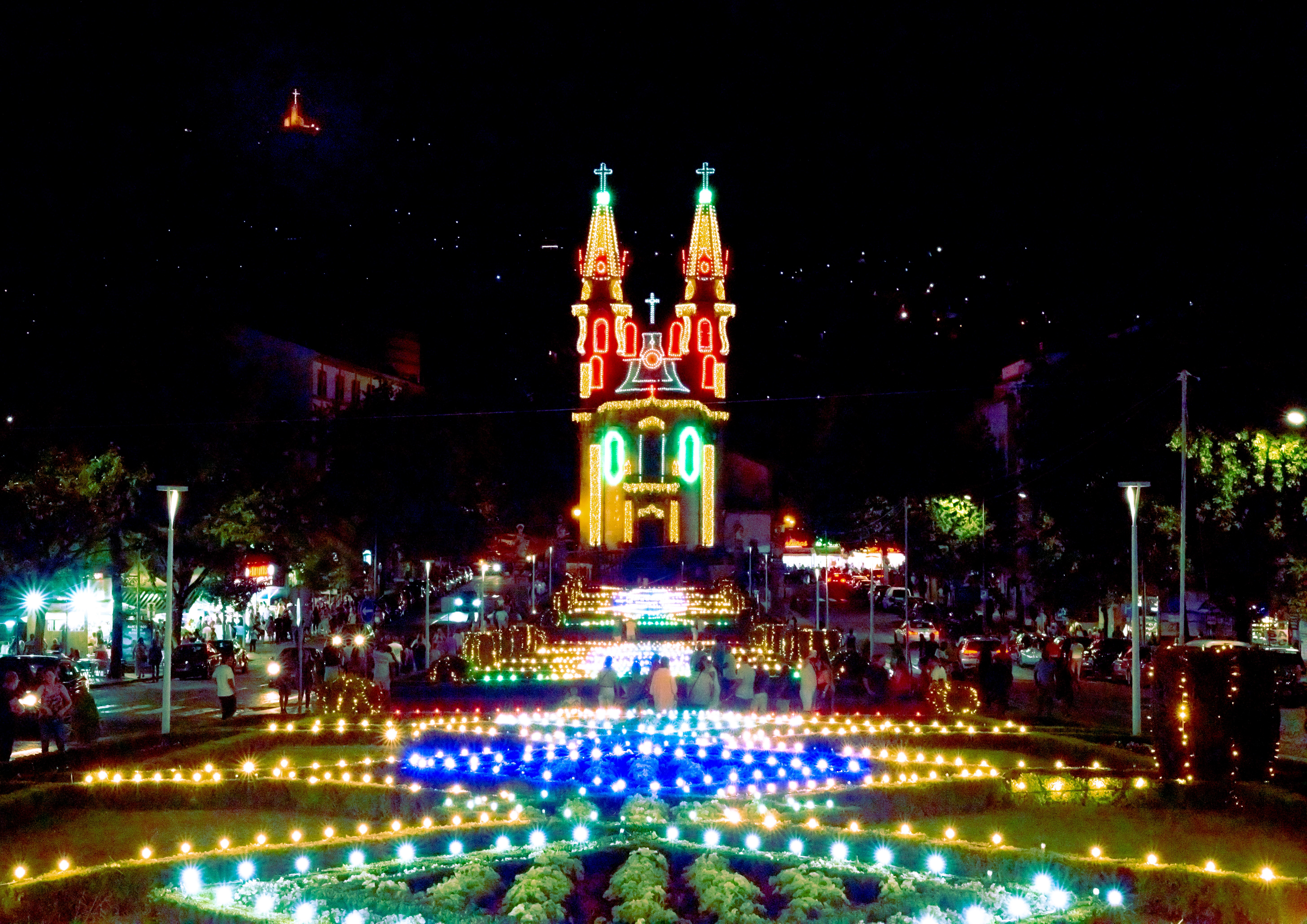
Iluminações das Festas da Cidade e Gualterianas

As Festas Gualterianas ou Festas da Cidade e Gualterianas, em honra de São Gualter, decorrem desde 1906 sempre no primeiro fim-de-semana de Agosto, mas com possíveis origens nas Feiras Francas de São Gualter, existentes desde 1452. Nos últimos anos, a Câmara Municipal tem assumido a organização das festividades através de uma comissão presidida pelos vereadores da Cultura e outras instituições, nomeadamente a extinta Associação Comercial e Industrial de Guimarães e a Associação Recreativa da Marcha Gualteriana. Estas festas são marcadas pelo Cortejo do Linho e pela Batalha das Flores. Por fim, como é tradição, a Marcha Gualteriana encerra as festas.

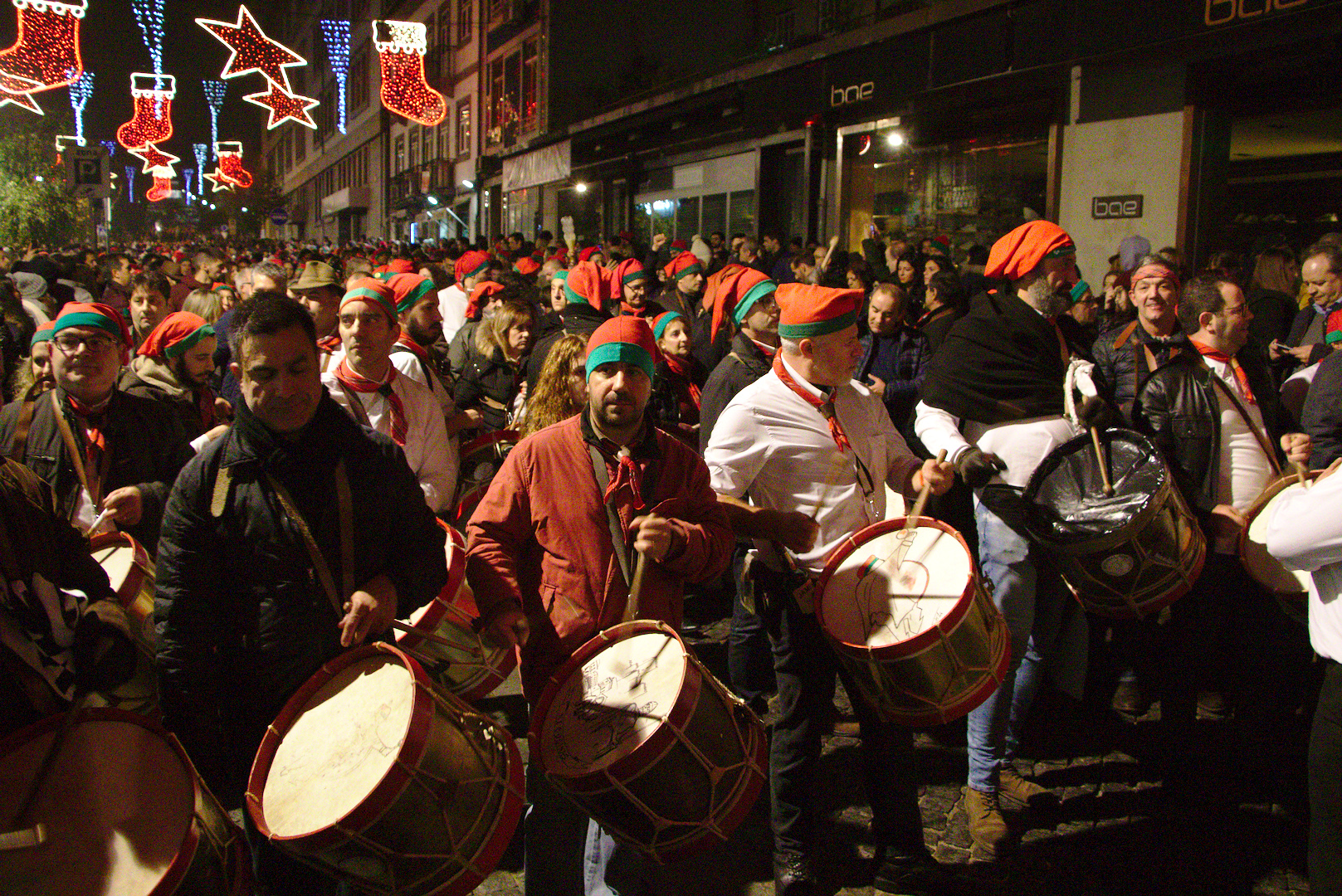
Enterro do Pinheiro nas Festas Nicolinas

As Nicolinas são Festas de Estudantes de Guimarães, celebradas em honra de São Nicolau de Mira. Iniciam-se a 29 de Novembro e terminam a 7 de Dezembro. São compostas por vários números: o Pinheiro e Ceias Nicolinas (o número mais concorrido onde os participantes, após um jantar pelos restaurantes da cidade, desfilam pelas ruas de Guimarães entoando os Toques Nicolinos ao som dos bombos e das caixas), as Novenas, as Posses, o Pregão Académico Vimaranense, as Maçãzinhas, as Danças de São Nicolau, o Baile da Saudade e a Roubalheira. Ultimamente tem vindo a ser defendida a candidatura das Festas Nicolinas a Património Oral e Imaterial da Humanidade.
Em Agosto decorre a festa em honra de Nossa Senhora da Oliveira. Tem uma importância acrescida para os Vimaranenses,  já que esta é a santa padroeira da cidade, junto com São Gualter e São Dâmaso.

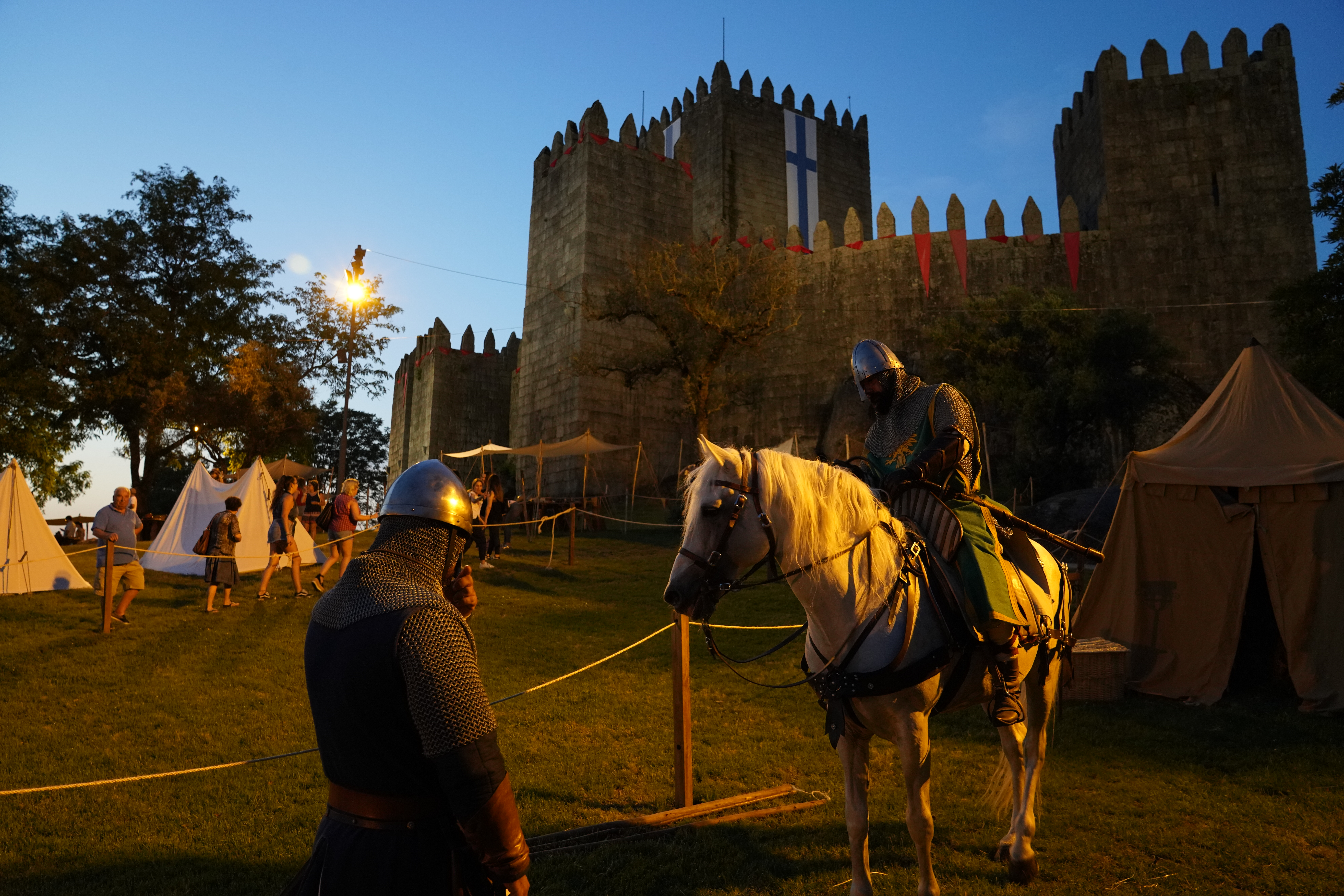
A Feira Afonsina, em Guimarães.

A Feira Afonsina decorre desde 2011 e nela pode-se encontrar uma variedade de espectáculos e animações que remontam à idade média.
A Festa de Santa Luzia acontece anualmente a 13 de Dezembro, junto à capela de Santa Luzia, na Rua Francisco Agra. Associada a esta festividade está a tradicional venda de bolos, confeccionados com farinha de centeio e açúcar, designados como Sardões e Passarinhas, com óbvias conotações sexuais. Segundo a tradição, os rapazes deveriam oferecer o Sardão, de forma fálica, à rapariga que, estando interessada em namorar, lhe deveria retribuir com uma Passarinha.
A Peregrinação à Penha que decorreu pela primeira vez a 8 de Setembro 1893 e desde então decorre no segundo Domingo de Setembro. Os romeiros sobem então ao Monte da Penha juntamente com o Arciprestado de Guimarães e Vizela para prestar devoção à Senhora da Penha dando por fim uma bênção à cidade.
A Romaria Grande de São Torcato, chamada ainda por muitos como a maior romaria do Minho, é realizada anualmente no primeiro domingo de Julho, na vila de São Torcato. Tem normalmente a duração de quatro dias e a particularidade da procissão em honra de São Torcato serem enfeitados a cetim.

### Museus, espaços culturais e galerias de arte

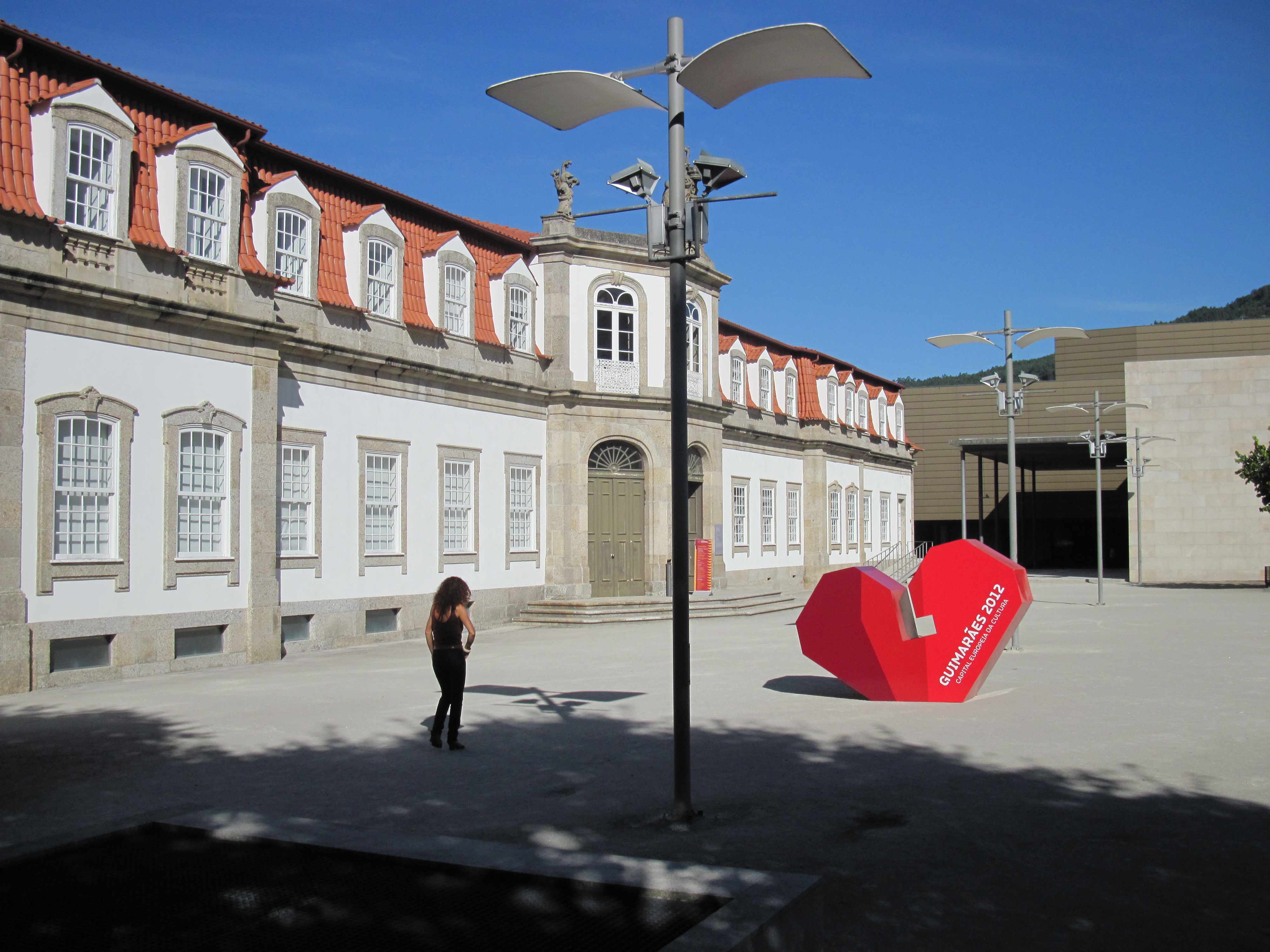
Centro Cultural Vila Flor

A cidade de Guimarães possui diversos espaços culturais de referência na região e a nível nacional. 
São eles o Centro Cultural Vila Flor e o São Mamede Centro de Artes e Espectáculos de Guimarães. O Centro Cultural Vila Flor é o principal equipamento cultural de Guimarães. Concluído em Setembro de 2005, nasceu da recuperação do Palácio Vila Flor e espaços envolventes e da construção de um novo edifício para a sala de espectáculos. Tem dois auditórios, um café-concerto, área expositiva e é a sede da Assembleia Municipal. Os jardins do antigo palácio foram recuperados e receberam, em 2006, a Menção Honrosa na categoria Espaços Exteriores de Uso Público do Prémio Nacional de Arquitectura Paisagista. O São Mamede Centro de Artes e Espectáculos de Guimarães, de iniciativa privada, resulta do aproveitamento de um antigo cinema.

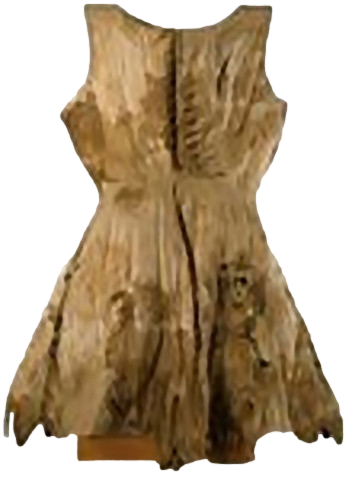
Loudel de D. João I

Entre os diversos museus da cidade, destaca-se o Museu de Alberto Sampaio, criado em 1928 e aberto ao público desde 1931, dependente hoje em dia do Museus e Monumentos de Portugal, E.P.E e situa-se nas antigas instalações do Cabido da Colegiada de Nossa Senhora da Oliveira. Possui um rico acervo, constituído principalmente por peças dos séculos XIV, XV, e XVI e onde pontifica o loudel de D. João I. No Verão, numa iniciativa ímpar em Portugal, encontra-se aberto à noite.
Existem ainda: o Museu da Vila de São Torcato, que é dedicado à vivência da região e seu mosteiro e sua relação com São Torcato; o Museu da Agricultura de Fermentões, fundado em 1983, que expõe colecções dedicadas às tradicionais práticas agrícolas da região; e o Museu Paroquial de São Sebastião, inaugurado a 24 de Março de 1984, que tem o seu acervo constituído na sua grande maioria por peças de arte sacra.
Os dois principais auditórios culturais da cidade são ambos construções da primeira década do século XXI.
A Biblioteca Municipal Raul Brandão, tem a sua sede na cidade e dispõe ainda bibliotecas anexas nas vilas de Pevidém, Caldas das Taipas, e Ronfe, oferecendo ainda os serviços de uma biblioteca itinerante a 42 freguesias, serviços de leitura ao Estabelecimento Prisional de Guimarães, bibliotecas escolares, centros de dia e cafés. 

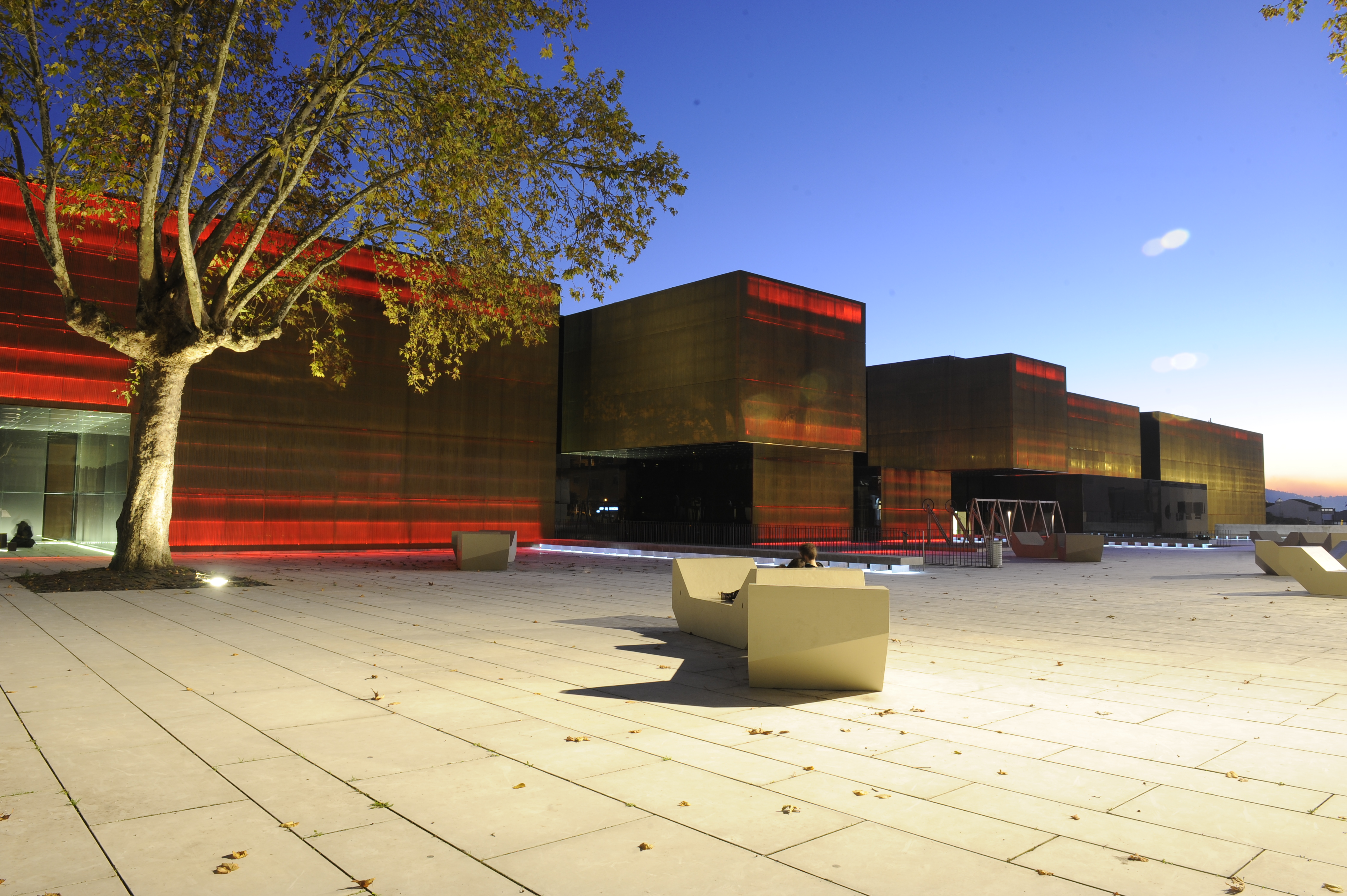
Plataforma das Artes e da Criatividade

O Arquivo Municipal Alfredo Pimenta, criado em Junho de 1931, é um caso singular no panorama dos arquivos nacionais, já que tem uma duplicidade de competências, é municipal e distrital, para área do município de Guimarães. Em virtude disso, incorpora, entre outros arquivos: o arquivo da extinta Colegiada de Guimarães, os documentos do antigo recolhimento do Anjo, processos crimes, cíveis e orfanológicos, livros dos cartórios e tabeliães extintos, livros paroquiais do município, todos os documentos, livros, processos e estatutos provenientes das irmandades, corporações e repartições extintas, para além de toda documentação municipal.

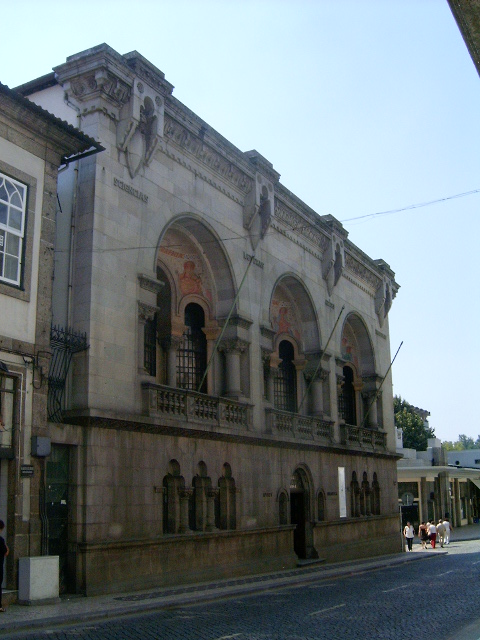
Edifício-sede da Sociedade Martins Sarmento, obra do arquitecto Marques da Silva.

Plataforma das Artes e da Criatividade é um complexo cultural multifuncional que inclui o Centro Internacional das Artes José de Guimarães (CIAJG). Com uma arquitectura contemporânea e espaços versáteis, este espaço moderno, edificado no antigo mercado municipal, foi concebido para ser um polo de inovação e criação artística, abrigando exposições de arte contemporânea, performances, conferências e workshops. A Plataforma visa apoiar artistas emergentes e estabelecidos, promovendo a criatividade e o desenvolvimento cultural na cidade. O CIAJG, cuja colecção permanente apresenta várias peças e objectos da Colecção do Artista José de Guimarães, que percorrem um largo espectro geográfico e temporal, organizada em três núcleos, Arte Africana, Arte Pré-colombiana e Arte Antiga Chinesa. 
A Sociedade Martins Sarmento é das mais antigas instituições vimaranenses e nacionais que se dedica ao estudo e preservação de vestígios arqueológicos. Tem sobre sua alçada dois museus: o Museu Arqueológico da Sociedade Martins Sarmento, situado na sua sede, conhecido pelas colecções pré e proto-históricas, albergando ainda colecções de numismática e epigrafia latina; e o Museu da Cultura Castreja, situado no Solar da Ponte na freguesia de São Salvador de Briteiros, perto da Citânia de Briteiros e do Castro de Sabroso, que se dedica à cultura castreja. 
O Centro para os Assuntos da Arte e Arquitectura (CAAA) é um espaço cultural que se foca na intersecção entre arte e arquitectura. Sedeado numa antiga fábrica têxtil, oferece um local para exposições, workshops, conferências e residências artísticas, fomentando a inovação e a experimentação nestas áreas.

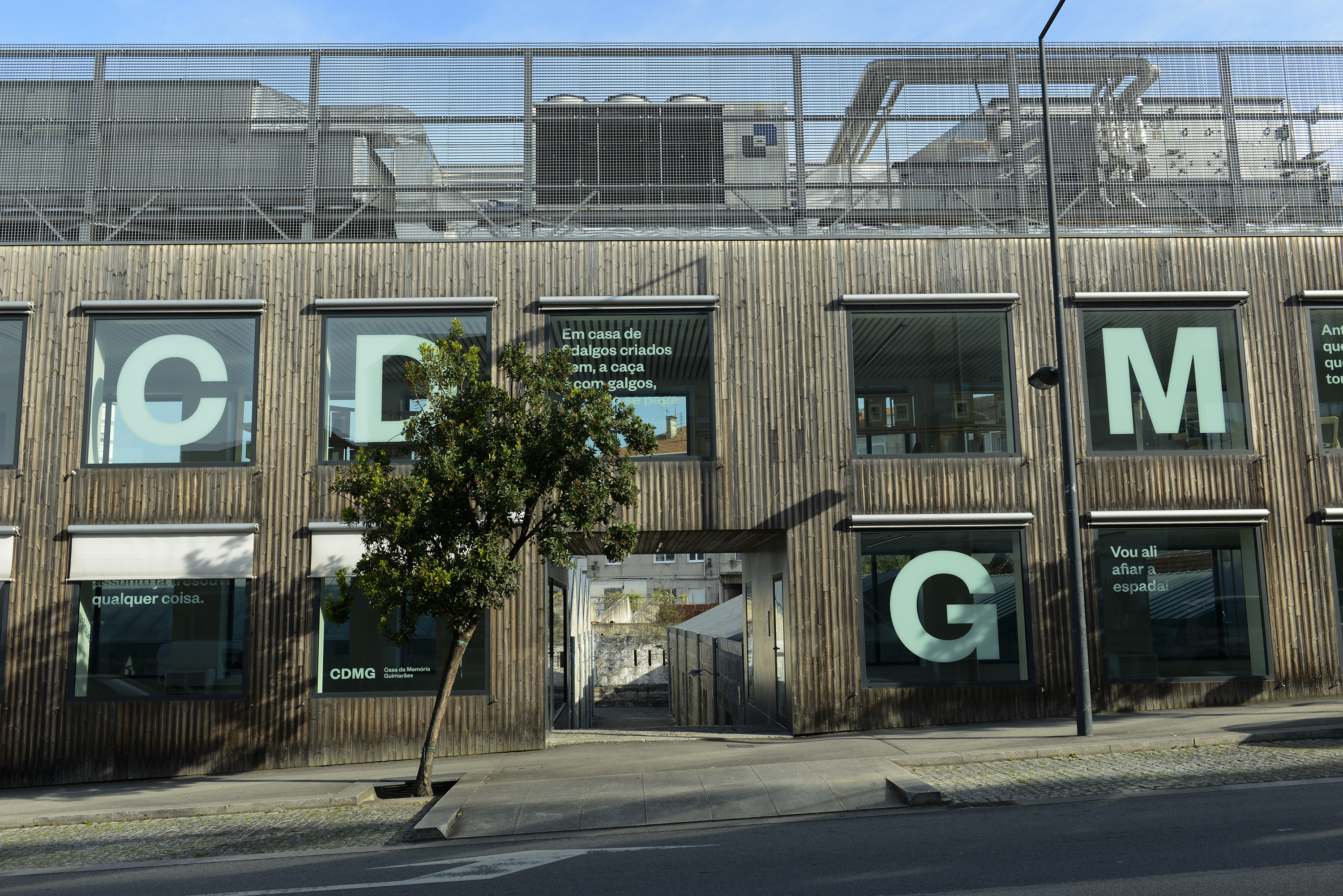
Exterior da Casa da Memória

A Casa da Memória de Guimarães é um centro de interpretação dedicado à preservação e divulgação da história e identidade de Guimarães, onde os visitantes podem explorar a exposição que conta a história da cidade, desde a sua fundação até os dias actuais, nas naves do “Território” e “Comunidade”. Procura envolver a comunidade local e os visitantes através de exposições, actividades educativas e eventos culturais, promovendo uma melhor compreensão e valorização do património vimaranense.
O Círculo de Artes e Recreio (CAR) é uma associação cultural que promove uma variedade de actividades artísticas e recreativas. Fundado a 15 de Novembro de 1939, é um dos espaços culturais mais antigos de Guimarães e tem uma longa tradição na promoção das artes, teatro, música e literatura. O CAR organiza eventos, espectáculos, exposições e actividades formativas, funcionando como um ponto de encontro para artistas e o público em geral.  

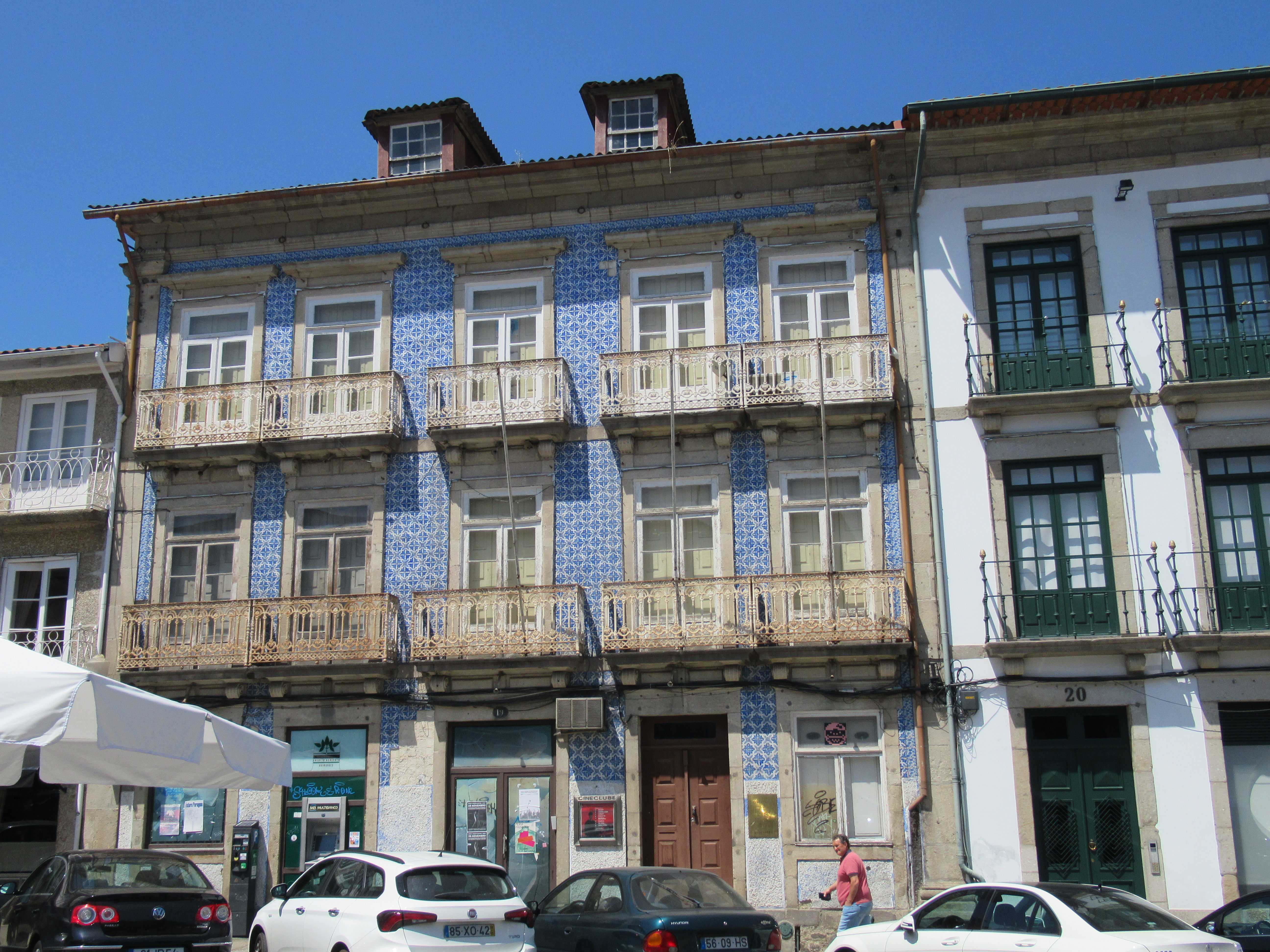
Edifício da sede do Cineclube de Guimarães

O Cineclube de Guimarães é uma instituição dedicada à exibição e promoção do cinema. Oferece uma programação diversificada que inclui filmes clássicos, contemporâneos, independentes e de diferentes géneros e nacionalidades. O Cineclube organiza sessões regulares de cinema e outros eventos culturais, proporcionando um espaço para os amantes do cinema discutirem e apreciarem a sétima arte. É uma plataforma importante para a educação e formação cinematográfica na região.
O Laboratório das Artes, informalmente surgida em 2001, foi fundado em 2004 por estudantes da ESAP, oito meses após o projecto Espaço Provisório, dedicado a intervenções artísticas numa loja comercial da Rua de Santo António. Em Fevereiro de 2004 ocupou uma casa na Rua de Camões, em avançado estado de degradação, sendo palco de exposições, performances, música, workshops, entre outras formas de expressão artística até Novembro de 2005. Entretanto o grupo muda-se para uma loja na Avenida de São Gonçalo, a que dão o nome de Sala de Espera. Entretanto organizou o Projecto Teleférico e muda-se, em finais de 2006, para uma casa na Rua de Santa Maria.  

## Geografia

### Geologia

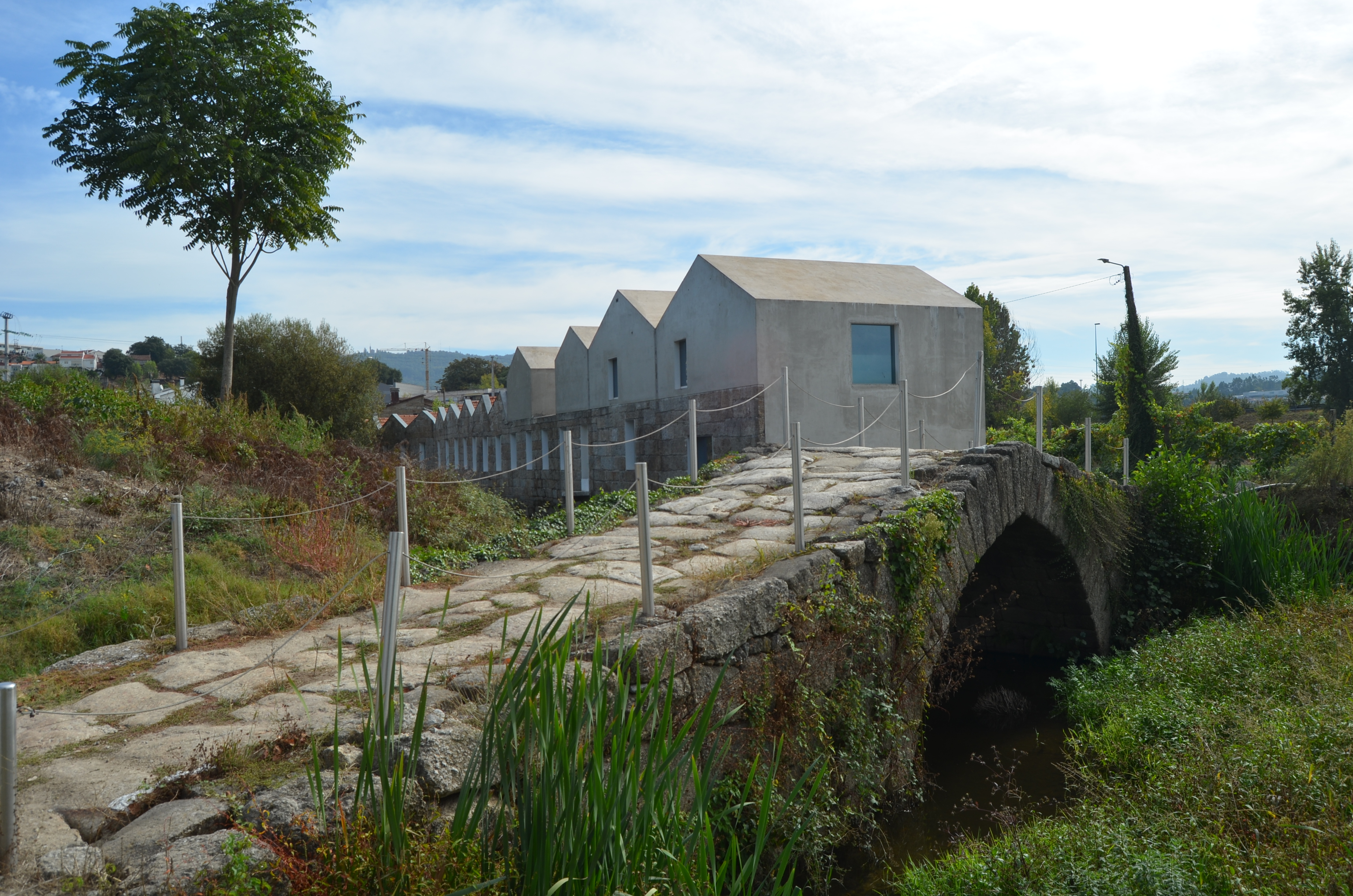
Laboratório da Paisagem e Ponte da Pisca

As rochas graníticas ocupam a maioria da área do município, predominando as rochas xistentas em pequenas zonas no noroeste e sudoeste do município e as argilas e cascalheiros fluviais ao longo dos leitos dos rios Ave, Vizela e Selho.

### Orografia e hidrografia

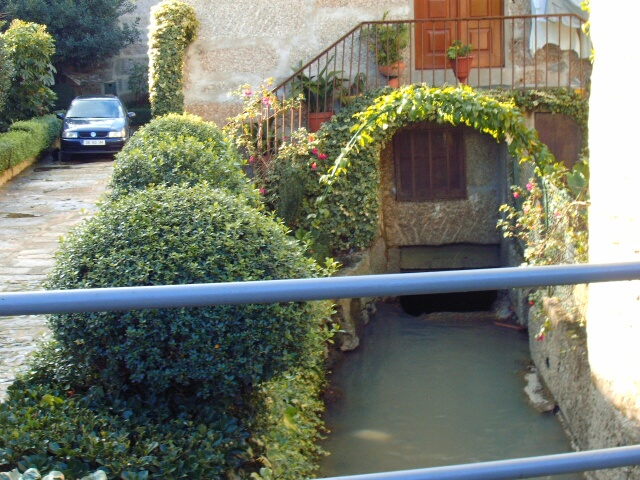
Rio de Couros, junto à Pousada da Juventude de Guimarães

O município é delimitado a norte pela Senhora do Monte, a noroeste pelos montes da Falperra e Sameiro, Outeiro e Penedice e a sul pelo Monte da Penha. Este, com a elevação de 613 metros, apresenta-se como o ponto mais elevado do município.
É parte integrante da bacia hidrográfica do rio Ave, dividindo a meio o município de nordeste para sudoeste, tendo como tributários o rio Vizela, rio Torto, rio Febras, e dentro da cidade, o rio Selho, rio de Couros e a ribeira de Santa Lúzia.
Os solos têm excelente aptidão agrícola, sendo separados por algumas zonas florestais, principalmente nas cotas mais altas.

### Clima
O clima do município é mediterrânico (Csb, segundo a classificação climática de Köppen-Geiger). Enquadrada entre um vale e montes e por se encontrar afastado do litoral, os Invernos são frios e chuvosos e o Verão quente e ligeiramente húmidos, sendo a temperatura média anual de 14º.
| Dados climatológicos para Guimarães        | Dados climatológicos para Guimarães | Dados climatológicos para Guimarães | Dados climatológicos para Guimarães | Dados climatológicos para Guimarães | Dados climatológicos para Guimarães | Dados climatológicos para Guimarães | Dados climatológicos para Guimarães | Dados climatológicos para Guimarães | Dados climatológicos para Guimarães | Dados climatológicos para Guimarães | Dados climatológicos para Guimarães | Dados climatológicos para Guimarães | Dados climatológicos para Guimarães |
| Mês                                        | Jan                                 | Fev                                 | Mar                                 | Abr                                 | Mai                                 | Jun                                 | Jul                                 | Ago                                 | Set                                 | Out                                 | Nov                                 | Dez                                 | Ano                                 |
| ------------------------------------------ | ----------------------------------- | ----------------------------------- | ----------------------------------- | ----------------------------------- | ----------------------------------- | ----------------------------------- | ----------------------------------- | ----------------------------------- | ----------------------------------- | ----------------------------------- | ----------------------------------- | ----------------------------------- | ----------------------------------- |
| Temperatura máxima média (°C)              | 12,2                                | 13,5                                | 15,6                                | 18                                  | 20                                  | 23,8                                | 26,6                                | 26,3                                | 24,4                                | 20,4                                | 15,3                                | 12,4                                | 19                                  |
| Temperatura mínima média (°C)              | 4,4                                 | 4,9                                 | 7                                   | 8,3                                 | 10,5                                | 13,3                                | 14,8                                | 14,6                                | 13,6                                | 10,6                                | 7,3                                 | 4,9                                 | 9,5                                 |
| Precipitação (mm)                          | 161                                 | 150                                 | 114                                 | 103                                 | 87                                  | 47                                  | 15                                  | 22                                  | 63                                  | 126                                 | 157                                 | 160                                 | 1 205                               |
| Fonte: Climate Data 18 de Dezembro de 2017 |                                     |                                     |                                     |                                     |                                     |                                     |                                     |                                     |                                     |                                     |                                     |                                     |                                     |

### Fauna

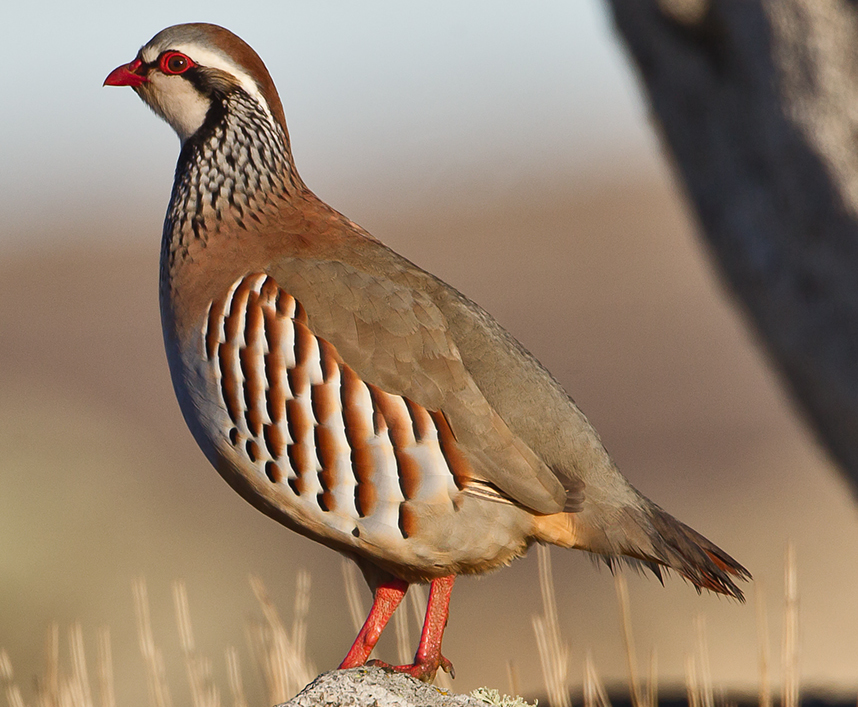
Perdiz-vermelha

A diversidade de espécies é escassa, em especial nas zonas urbanas. Ainda assim, o município apresenta algumas espécies  com interesse cinegético como a Raposa-vermelha, Javali, Rola-comum, Tordo, Pombo ou a Perdiz-vermelha. Nas áreas verdes da cidade as espécies mais comuns são os roedores. Existe também o Esquilo.

### Flora
Apresenta uma flora marcada por factores como o clima e a altitude e uma paisagem bastante repartida. A área florestal cobre 101,6 km2 ou 42% do município.

## População
Da população do município, em 2001, 68 643 pessoas habitavam nas freguesias que fazem parte da cidade e dessas 52 182 pessoas viviam na área urbana da cidade, e 44 221 nas vilas do município. Estava previsto que até 2010, o município, atingisse uma população de 188 178 habitantes, o que não se verificou, tendo a população recuado para os 156 310 habitantes.
A população residente é constituída por 76 774 indivíduos do sexo masculino e 81 350 indivíduos do sexo feminino.
A cidade era, em 2004, a 13.ª maior do país, em população residente.

### Demografia
A população registada nos censos foi:
| Número de habitantes por Grupo Etário | Número de habitantes por Grupo Etário | Número de habitantes por Grupo Etário | Número de habitantes por Grupo Etário | Número de habitantes por Grupo Etário | Número de habitantes por Grupo Etário | Número de habitantes por Grupo Etário | Número de habitantes por Grupo Etário | Número de habitantes por Grupo Etário | Número de habitantes por Grupo Etário | Número de habitantes por Grupo Etário | Número de habitantes por Grupo Etário | Número de habitantes por Grupo Etário | Número de habitantes por Grupo Etário |
| ------------------------------------- | ------------------------------------- | ------------------------------------- | ------------------------------------- | ------------------------------------- | ------------------------------------- | ------------------------------------- | ------------------------------------- | ------------------------------------- | ------------------------------------- | ------------------------------------- | ------------------------------------- | ------------------------------------- | ------------------------------------- |
|                                       | 1900                                  | 1911                                  | 1920                                  | 1930                                  | 1940                                  | 1950                                  | 1960                                  | 1970                                  | 1981                                  | 1991                                  | 2001                                  | 2011                                  | 2021                                  |
| 0-14 Anos                             | 18981                                 | 21173                                 | 19322                                 | 22507                                 | 31089                                 | 36205                                 | 46264                                 | 47975                                 | 47823                                 | 39266                                 | 31245                                 | 24712                                 | 19585                                 |
| 15-24 Anos                            | 10348                                 | 10670                                 | 10917                                 | 12029                                 | 14131                                 | 18523                                 | 20056                                 | 22345                                 | 30766                                 | 31711                                 | 26229                                 | 19961                                 | 17366                                 |
| 25-64 Anos                            | 22543                                 | 24247                                 | 23108                                 | 26274                                 | 31771                                 | 36756                                 | 44228                                 | 43510                                 | 57928                                 | 74140                                 | 85779                                 | 91883                                 | 88552                                 |
| = ou > 65 Anos                        | 2766                                  | 2791                                  | 2606                                  | 3122                                  | 3699                                  | 4793                                  | 5724                                  | 7315                                  | 10442                                 | 12472                                 | 16323                                 | 21568                                 | 31327                                 |

(Obs: De 1900 a 1950 os dados referem-se à população presente no município à data em que eles se realizaram Daí que se registem algumas diferenças relativamente à designada população residente)
Evolução da população do município de Guimarães (1801 – 2021)
Evolução da população da cidade (1864 – 2021)

### Organização administrativa

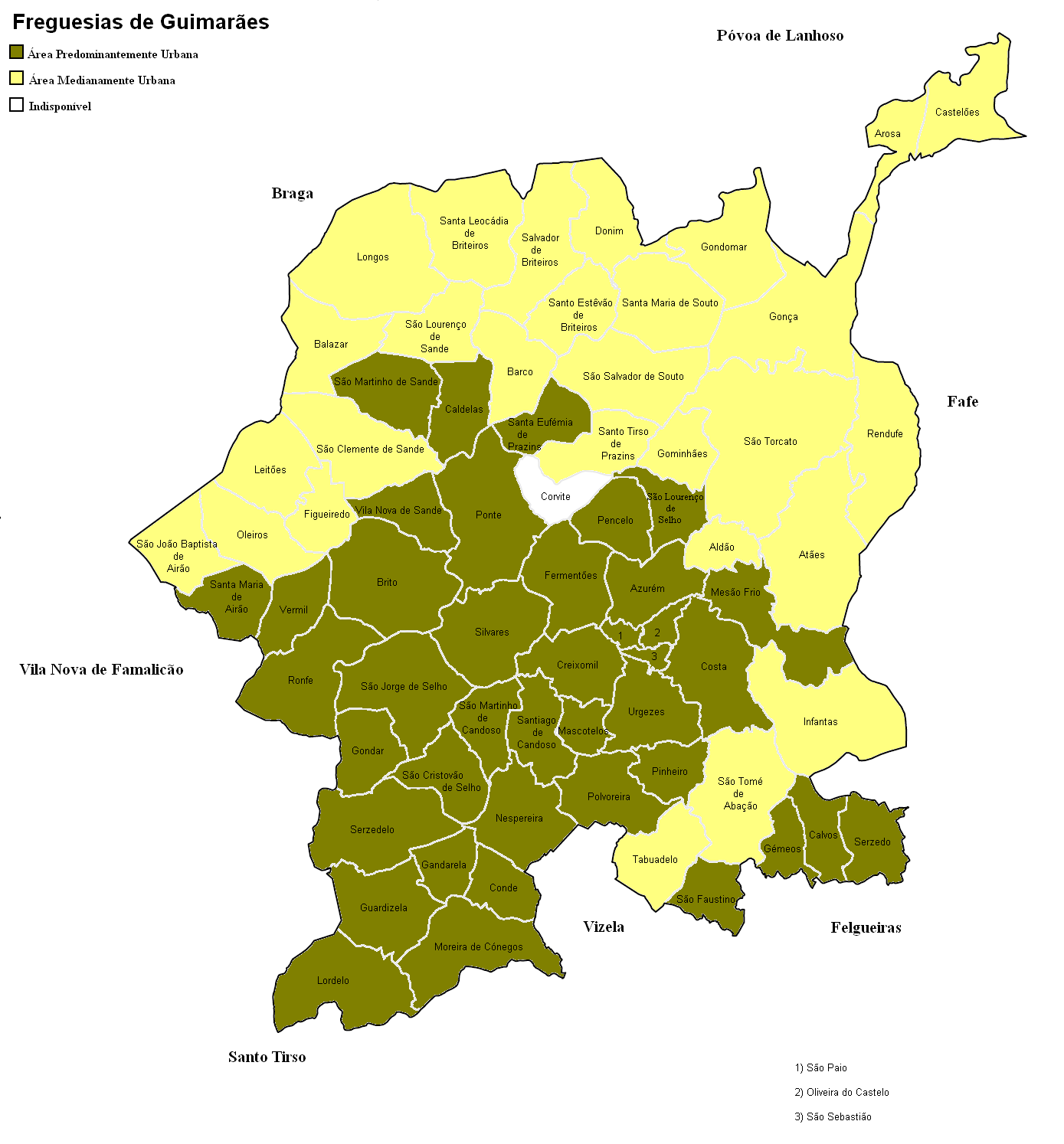
Mapa das 69 Freguesias de Guimarães

No contexto de políticas sub-regionais de desenvolvimento e de mobilidade, é membro e sede da Comunidade Intermunicipal do Ave, constituída por 8 municípios, sendo também a maior cidade e município da sub-região do Vale do Ave que por si só alberga 418 455 habitantes (2021), sendo ainda a sede da Associação de Municípios do Vale do Ave. Pertence ainda ao Distrito de Braga, e por sua vez à Região do Norte de Portugal.

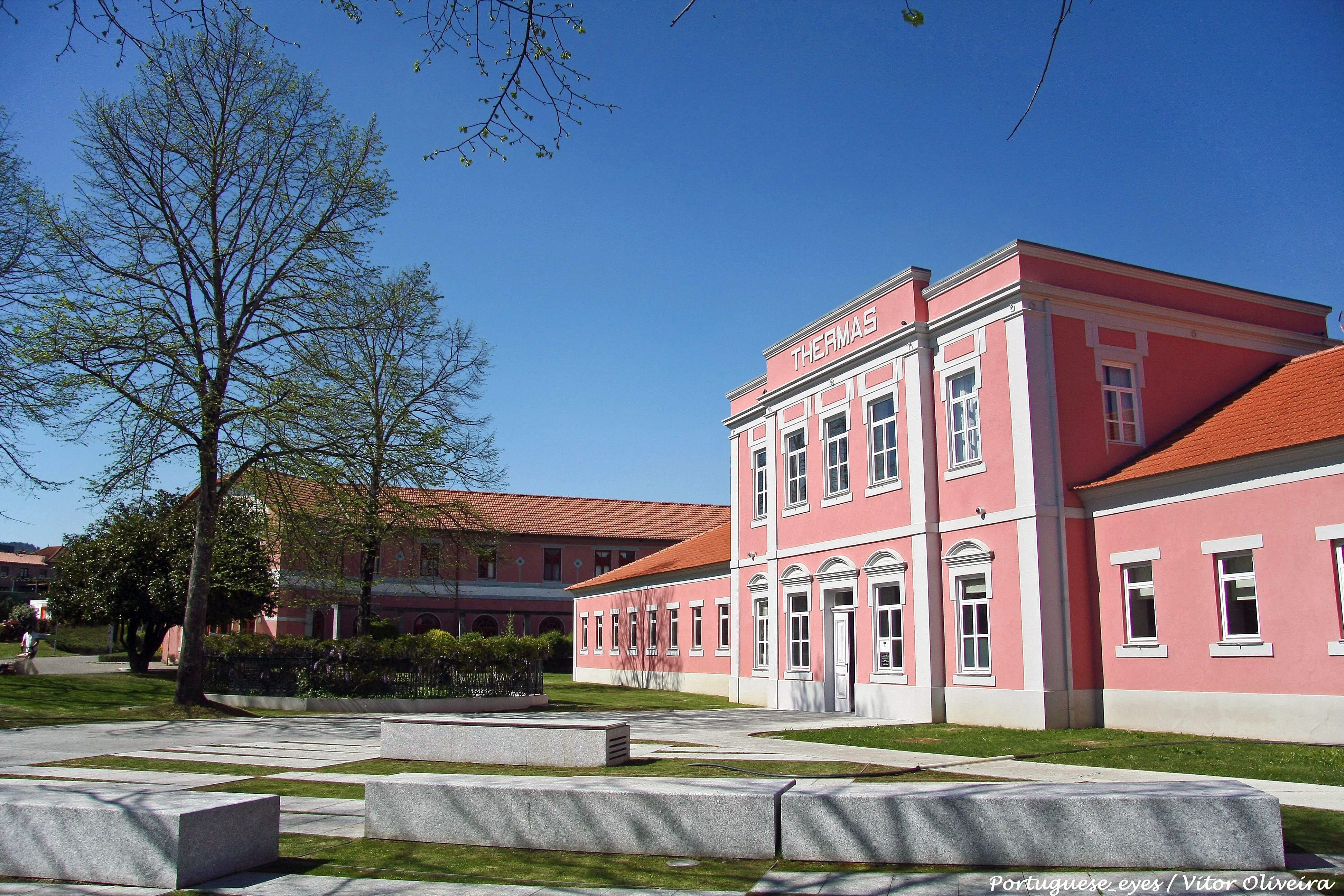
Termas das Caldas das Taipas

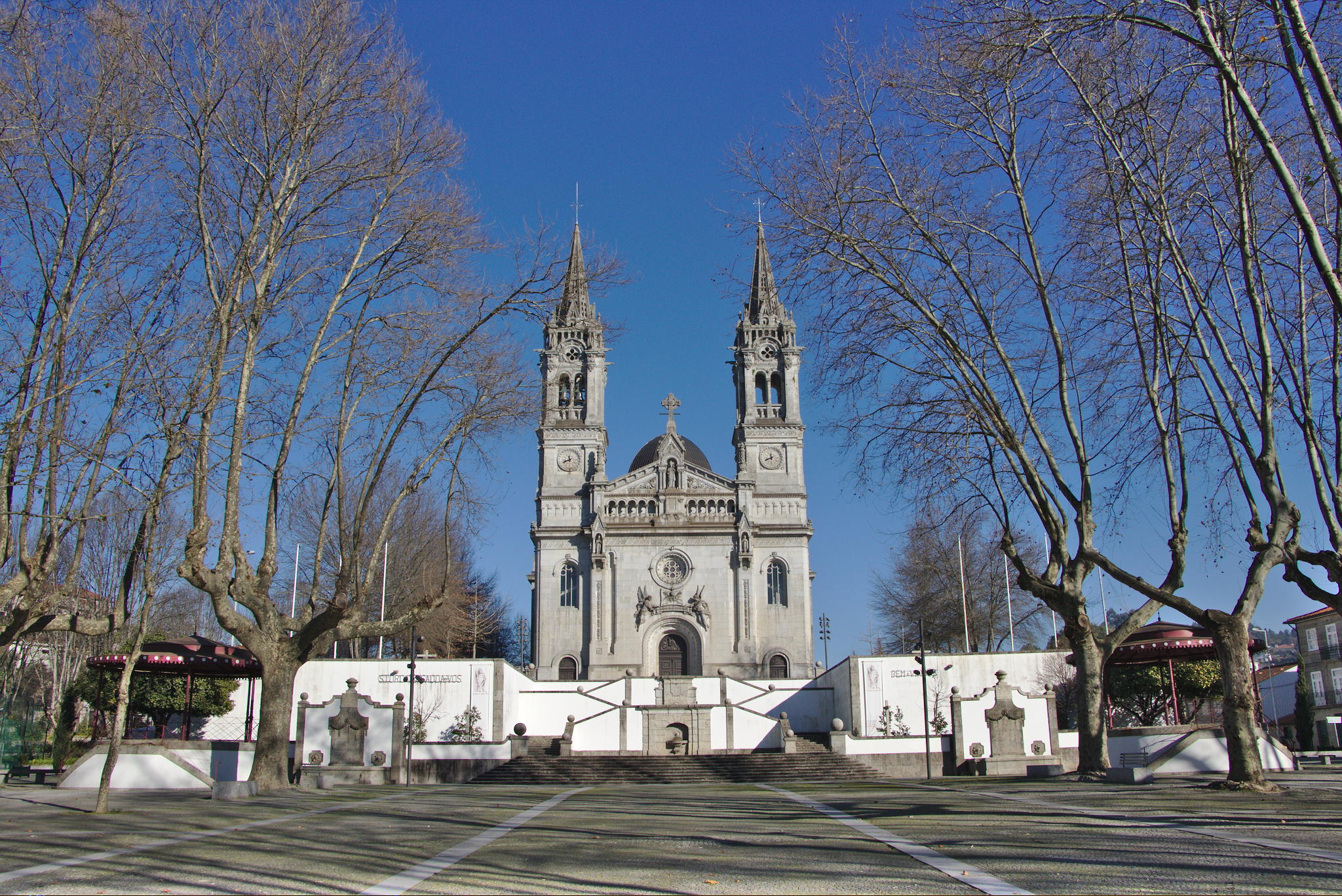
Santuário de São Torcato

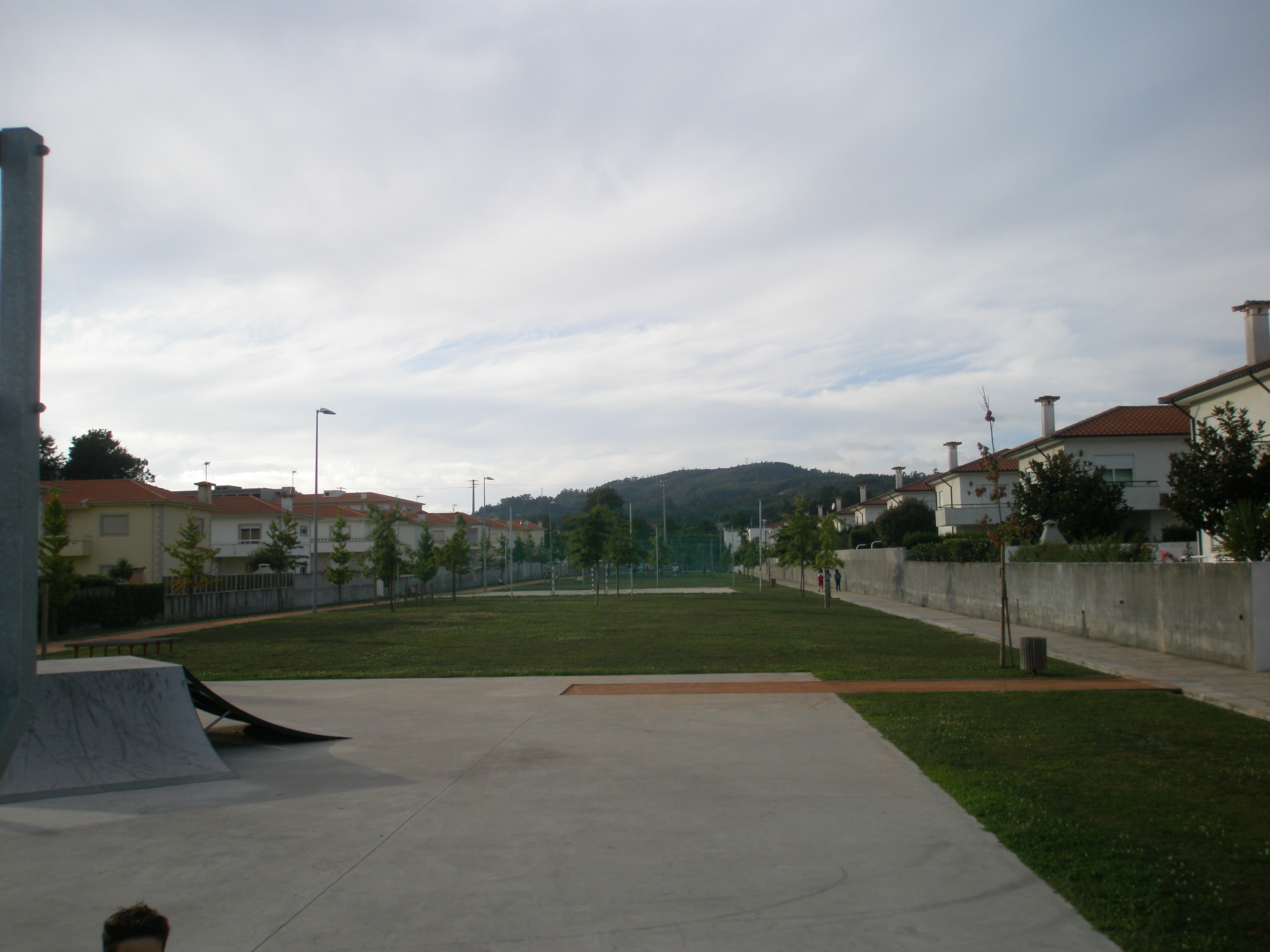
Parque da Vila de Brito

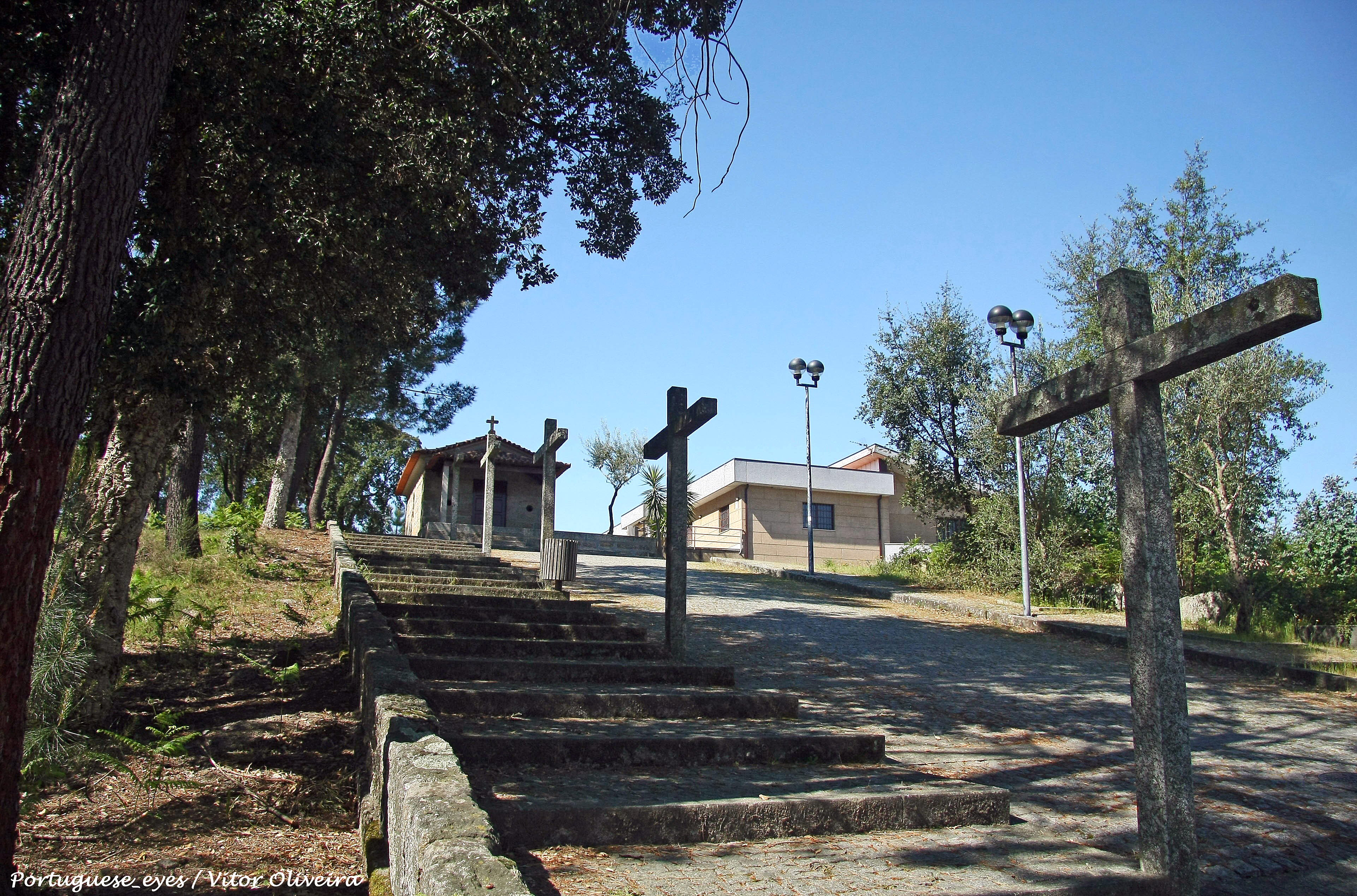
Capela de Sta. Marta em Moreira

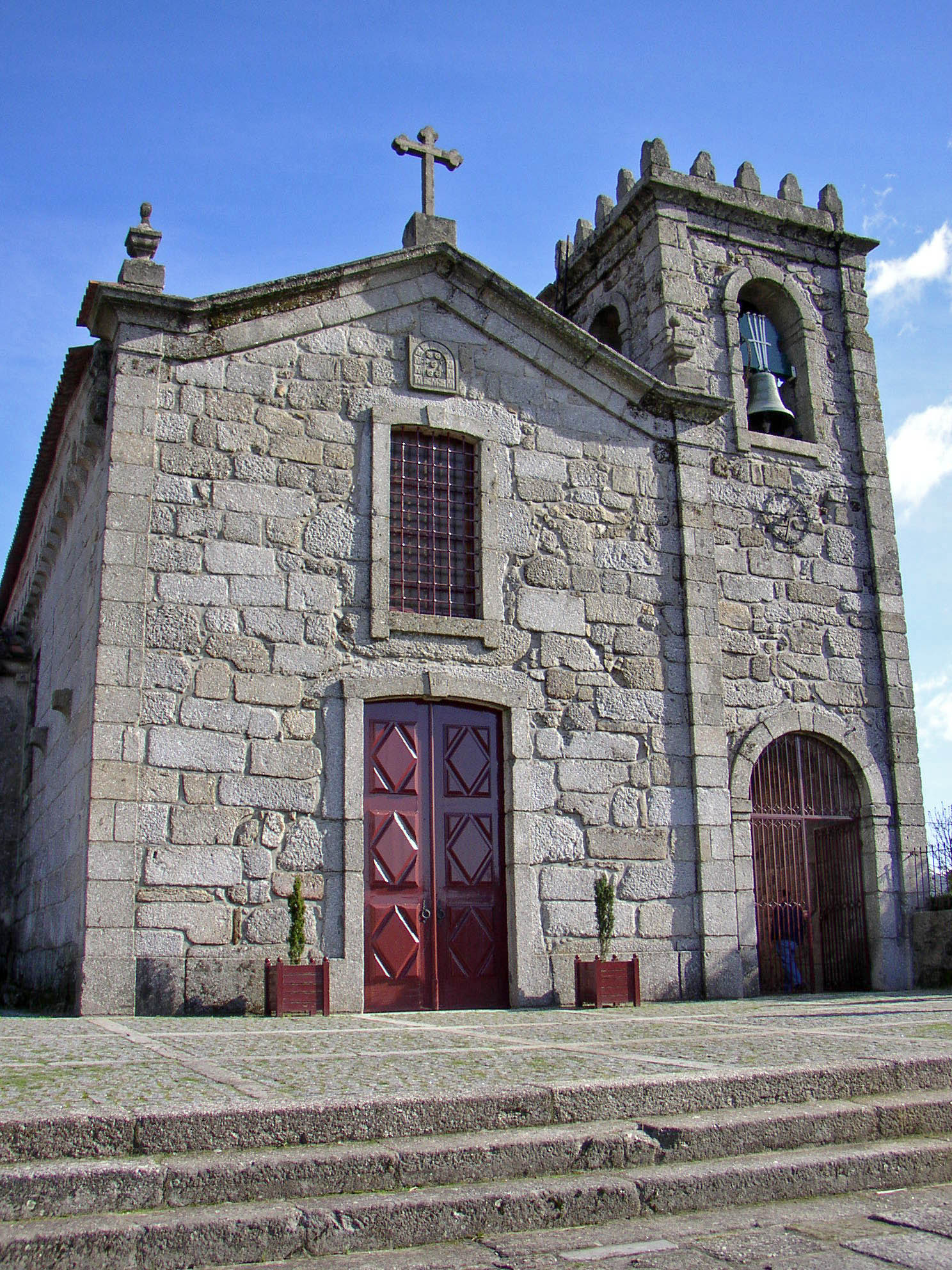
Capela de São Torcato

#### Freguesias
O concelho é compreendido por 48 freguesias, sendo 1 freguesia classificada como Área Predominantemente Rural (APR), 11 freguesias classificadas como Áreas Mediamente Urbanas (AMU), tendo 1 o estatuto de vila, e as restantes 36 freguesias categorizadas como Áreas Predominantemente Urbanas (APU), sendo que dessas freguesias 8 têm o estatuto de vila e 16 são total ou parcialmente inseridas na cidade. Com a reorganização administrativa das freguesias, as 69 antigas freguesias foram agrupadas em 48 novas freguesias e uniões de freguesia, mantendo as anteriores freguesias a "sua identidade histórica, cultural e social, conforme estabelece a Lei n.º 22/2012, de 30 de maio", Diário da República.

##### Freguesias com categoria de vila
| - Brito - Caldelas (vila de Caldas das Taipas) - Lordelo - Moreira de Cónegos - Ponte | - Ronfe - São Torcato (AMU) - Selho (São Jorge) (vila de Pevidém) - Serzedelo |

##### Freguesias inseridas na área urbana da cidade[4]
| - Aldão - Azurém - Candoso (Santiago) - Candoso (São Martinho) - Costa | - Creixomil - Fermentões - Gondar - Mascotelos - Mesão Frio | - Oliveira do Castelo - Pinheiro - Polvoreira - São Paio - São Sebastião | - Selho (São Cristóvão) - Selho (São Jorge) - Silvares - Urgezes |

##### Restantes freguesias predominantemente urbanas[107]
| - Airão (Santa Maria) - Calvos - Conde - Gandarela | - Gémeos - Guardizela - Nespereira - Pencelo | - Prazins (Santa Eufémia) - Sande (São Martinho) - Sande (Vila Nova) - São Faustino | - Selho (São Lourenço) - Serzedo - Vermil |

##### Freguesias mediamente urbanas[107]
| - Airão (São João Batista) - Arosa - Atães - Balazar - Barco - Briteiros (Santa Leocádia) - Briteiros (Santo Estêvão) | - Briteiros (São Salvador) - Corvite - Donim - Figueiredo - Gominhães - Gonça - Gondomar | - Infantas - Leitões - Longos - Oleiros - Prazins (Santo Tirso) - Rendufe | - Sande (São Clemente) - Sande (São Lourenço) - São Tomé de Abação - Souto (Santa Maria) - Souto (São Salvador) - Tabuadelo |

#### Freguesias predominantemente rurais[107]
- Castelões

#### Novas freguesias

Mapa das 48 Novas Freguesias do Município de Guimarães

O município de Guimarães está administrativamente dividido em 48 freguesias e uniões de freguesia:
| - Abação e Gémeos - Airão e Vermil - Aldão - Arosa e Castelões - Atães e Rendufe - Azurém - Barco - Briteiros (Santo Estêvão) e Donim - Briteiros (São Salvador e Santa Leocádia) - Brito - Caldelas - Candoso (São Martinho) - Candoso (Santiago) e Mascotelos - Conde e Gandarela - Costa - Creixomil | - Fermentões - Gonça - Gondar - Guardizela - Infantas - Leitões, Oleiros e Figueiredo - Longos - Lordelo - Mesão Frio - Moreira de Cónegos - Nespereira - Oliveira, São Paio e São Sebastião - Pencelo - Pinheiro - Polvoreira - Ponte - Prazins (Santa Eufémia) | - Prazins (Santo Tirso) e Corvite - Ronfe - Sande (São Lourenço) e Balazar - Sande (São Martinho) - Sande (Vila Nova) e Sande (São Clemente) - São Torcato - Selho (São Cristóvão) - Selho (São Jorge) - Selho (São Lourenço) e Gominhães - Serzedelo - Serzedo e Calvos - Silvares - Souto e Gondomar - Tabuadelo e São Faustino - Urgezes |

### Relações internacionais
Guimarães é uma das 5 cidades portuguesas da UCCLA, União das Cidades Capitais Luso-Afro-Américo-Asiáticas, fundada em 1985. A cidade aderiu à organização, em 1990, como Capital histórica do Condado Portucalense. Desde 2001, é uma das 7 cidades portuguesas membras da OCPM, Organização das Cidades Património Mundial, fundada em 1993.
Faz parte, desde 2006, da Rede CIUMED, Rede para a Promoção das Cidades Médias da União Europeia, e, desde 1997, da associação transfronteiriça Eixo Atlântico no âmbito do desenvolvimento económico, social, cultural, científico e tecnológico das cidades. Além disso, foi fundadora do Parlamento Jovem Europeu em 2008.
Abaixo está uma lista das cidades geminadas e aquelas com as quais o governo da cidade estabeleceu um acordo de cooperação e amizade:

#### Geminações
Guimarães tem os seguintes 14 acordos de geminação:    
- Londrina, Paraná, (desde Abril de 1987);
- Mé-Zóchi, Ilha de São Tomé, (desde 30 de Junho de 1989);
- Brive-la-Gaillarde, Corrèze, (desde 3 de Junho de 1993);
- Igualada, Catalunha, (desde 24 de Junho de 1995);
- Tacoronte, Canárias, (desde 26 de Outubro de 1997);
- Rio de Janeiro, Rio de Janeiro, Brasil (desde 27 de Maio de 1999);
- Kaiserslautern, Renânia-Palatinado, (desde 15 de Setembro de 2000);
- Colónia do Sacramento, Colónia, (desde 24 de Junho de 2001);
- Compiègne, Oise, (desde 24 de Junho de 2006);
- Ribeira Grande de Santiago, Ilha de Santiago, (desde 24 de Junho de 2007);
- Montluçon, Allier, (desde 24 de Junho de 2016);
- Saint-Michel-sur-Orge, Essonne, (desde 13 de Maio 2017 com a freguesia de Caldelas);
- Dijon, Côte-d'Or, (desde 24 de Junho de 2017);
- Turquestão, Região de Turquestão, (desde 13 de Janeiro de 2021) Processo está parado.

#### Acordos de cooperação
Guimarães tem os seguintes 4 acordos de cooperação:  
- Tourcoing, Norte, (desde 1997);
- Kavadarci, Planície de Tikveš, (desde 2006);
- Chapada dos Guimarães, Mato Grosso, (desde 2021);
- Valladolid, Castela e Leão, (desde 13 de Setembro de 2024).

## Política

### Eleições autárquicas[119]
| Ano  | %     | V     | %       | V       | %       | V       | %            | V            | %    | V    | %              | V          | %              | V    | %     | V  | %              | V       | %              | V       | %              | V   | %       | V       | %              | V   | %       | V       | %  | V  | %  | V  | %   | V   | Participação |                |
| Ano  | PS    | PS    | PPD/PSD | PPD/PSD | CDS-PP  | CDS-PP  | FEPU/APU/CDU | FEPU/APU/CDU | GDUP | GDUP | PCTP/ MRPP     | PCTP/ MRPP | PPM            | PPM  | AD    | AD | UDP/BE         | UDP/BE  | PRD            | PRD     | PSN            | PSN | PSD/CDS | PSD/CDS | MPT            | MPT | PPV/CDC | PPV/CDC | CH | CH | IL | IL | PAN | PAN | Participação |                |
| ---- | ----- | ----- | ------- | ------- | ------- | ------- | ------------ | ------------ | ---- | ---- | -------------- | ---------- | -------------- | ---- | ----- | -- | -------------- | ------- | -------------- | ------- | -------------- | --- | ------- | ------- | -------------- | --- | ------- | ------- | -- | -- | -- | -- | --- | --- | ------------ | -------------- |
| Ano  | 1976  | 31,51 | 3       | 24,65   | 3       | 23,12   | 2            | 11,62        | 1    | 2,06 | -              | 1,22       | -              | 0,77 | -     |    |                |         |                |         |                |     |         |         |                |     |         |         |    |    |    |    |     |     |              | 75,17 / 100,00 |
| 1979 | 35,82 | 4     | AD      | AD      | AD      | AD      | 14,66        | 1            |      |      | 1,00           | -          | AD             | AD   | 44,66 | 4  | 1,13           | -       | 81,96 / 100,00 |         |                |     |         |         |                |     |         |         |    |    |    |    |     |     |              |                |
| 1982 | 42,73 | 4     | AD      | AD      | AD      | AD      | 14,34        | 1            | 0,96 | -    | 38,55          | 4          | AD             | AD   |       |    | 80,35 / 100,00 |         |                |         |                |     |         |         |                |     |         |         |    |    |    |    |     |     |              |                |
| 1985 | 32,60 | 3     | 32,69   | 4       | 16,14   | 1       | 9,89         | 1            | 0,84 | -    |                |            |                |      | 5,07  | -  | 72,28 / 100,00 |         |                |         |                |     |         |         |                |     |         |         |    |    |    |    |     |     |              |                |
| 1989 | 47,24 | 6     | 31,29   | 3       | 9,59    | 1       | 8,04         | 1            |      |      | 1,38           | -          | 69,22 / 100,00 |      |       |    |                |         |                |         |                |     |         |         |                |     |         |         |    |    |    |    |     |     |              |                |
| 1993 | 52,55 | 7     | 29,13   | 3       | 5,08    | -       | 9,54         | 1            |      |      | 0,96           | -          | 70,38 / 100,00 |      |       |    |                |         |                |         |                |     |         |         |                |     |         |         |    |    |    |    |     |     |              |                |
| 1997 | 49,75 | 6     | 26,76   | 3       | 5,87    | -       | 14,51        | 2            |      |      | 65,73 / 100,00 |            |                |      |       |    |                |         |                |         |                |     |         |         |                |     |         |         |    |    |    |    |     |     |              |                |
| 2001 | 49,99 | 6     | 29,28   | 4       | 4,42    | -       | 12,24        | 1            | 1,34 | -    | 66,30 / 100,00 |            |                |      |       |    |                |         |                |         |                |     |         |         |                |     |         |         |    |    |    |    |     |     |              |                |
| 2005 | 49,39 | 6     | 30,07   | 4       | 2,75    | -       | 11,42        | 1            | 1,26 | -    | 2,21           | -          | 67,93 / 100,00 |      |       |    |                |         |                |         |                |     |         |         |                |     |         |         |    |    |    |    |     |     |              |                |
| 2009 | 53,49 | 7     | 27,42   | 3       | 4,68    | -       | 8,75         | 1            | 0,94 | -    | 2,55           | -          | 66,13 / 100,00 |      |       |    |                |         |                |         |                |     |         |         |                |     |         |         |    |    |    |    |     |     |              |                |
| 2013 | 47,61 | 6     | CDS-PP  | CDS-PP  | PPD/PSD | PPD/PSD | 8,32         | 1            | 0,57 | -    | 0,98           | -          | 2,04           | -    | 35,61 | 4  | PSD-CDS        | PSD-CDS | PPM            | PPM     | 60,53 / 100,00 |     |         |         |                |     |         |         |    |    |    |    |     |     |              |                |
| 2017 | 51,52 | 6     | CDS-PP  | CDS-PP  | PPD/PSD | PPD/PSD | 5,20         | -            |      |      | PSD-CDS        | PSD-CDS    | 2,41           | -    | 37,91 | 5  | PSD-CDS        | PSD-CDS | PSD-CDS        | PSD-CDS | 66,73 / 100,00 |     |         |         |                |     |         |         |    |    |    |    |     |     |              |                |
| 2021 | 48,06 | 7     | CDS-PP  | CDS-PP  | PPD/PSD | PPD/PSD | 5,53         | -            |      |      | 2,48           | -          | 34,18          | 4    |       |    | CH             | CH      | 3,28           | -       | 1,78           | -   | 1,27    | -       | 63,58 / 100,00 |     |         |         |    |    |    |    |     |     |              |                |

### Eleições legislativas
| Ano  | %     | %       | %       | %     | %     | %     | %       | %     | %    | %    | %     | %   | %       | % | %  | %  |  |
| Ano  | PS    | CDS     | PSD     | PCP   | UDP   | AD    | APU/CDU | FRS   | PRD  | PSN  | B.E.  | PAN | PSD CDS | L | IL | CH |  |
| ---- | ----- | ------- | ------- | ----- | ----- | ----- | ------- | ----- | ---- | ---- | ----- | --- | ------- | - | -- | -- |  |
| Ano  | 1976  | 44,36   | 20,56   | 19,80 | 5,55  | 1,08  |         |       |      |      |       |     |         |   |    |    |  |
| 1979 | 38,19 | AD      | AD      | APU   | 1,36  | 40,37 | 14,55   |       |      |      |       |     |         |   |    |    |  |
| 1980 | FRS   | AD      | AD      | APU   | 0,81  | 42,34 | 11,00   | 38,35 |      |      |       |     |         |   |    |    |  |
| 1983 | 47,66 | 16,28   | 17,28   | APU   | 0,43  |       | 12,54   |       |      |      |       |     |         |   |    |    |  |
| 1985 | 23,29 | 12,42   | 23,23   | APU   | 0,77  | 12,15 | 22,69   |       |      |      |       |     |         |   |    |    |  |
| 1987 | 31,58 | 4,96    | 43,26   | CDU   | 0,56  | 9,44  | 5,02    |       |      |      |       |     |         |   |    |    |  |
| 1991 | 39,42 | 5,23    | 43,69   | CDU   |       | 6,41  | 0,51    | 0,66  |      |      |       |     |         |   |    |    |  |
| 1995 | 51,04 | 9,29    | 29,21   | CDU   | 0,60  | 6,56  |         | 0,34  |      |      |       |     |         |   |    |    |  |
| 1999 | 48,28 | 8,42    | 29,62   | CDU   |       | 8,75  | 0,42    | 1,08  |      |      |       |     |         |   |    |    |  |
| 2002 | 42,20 | 8,59    | 37,55   | CDU   | 7,04  |       | 1,64    |       |      |      |       |     |         |   |    |    |  |
| 2005 | 50,27 | 7,02    | 25,92   | CDU   | 7,42  | 5,16  |         |       |      |      |       |     |         |   |    |    |  |
| 2009 | 47,14 | 8,28    | 24,86   | CDU   | 6,61  | 8,24  |         |       |      |      |       |     |         |   |    |    |  |
| 2011 | 38,49 | 9,44    | 33,58   | CDU   | 6,65  | 4,49  | 0,52    |       |      |      |       |     |         |   |    |    |  |
| 2015 | 33,40 | PSD CDS | PSD CDS | CDU   | 7,08  | 10,44 | 0,77    | 39,46 | 0,47 |      |       |     |         |   |    |    |  |
| 2019 | 40,65 | 3,45    | 28,98   | CDU   | 5,36  | 9,78  | 2,43    |       | 0,69 | 0,91 | 0,48  |     |         |   |    |    |  |
| 2022 | 45,42 | 1,34    | 30,79   | CDU   | 3,61  | 4,01  | 1,08    | 0,73  | 4,89 | 5,45 |       |     |         |   |    |    |  |
| 2024 | 31,69 | AD      | AD      | CDU   | 29,30 | 2,59  | 4,36    | 1,38  | 2,34 | 6,36 | 15,95 |     |         |   |    |    |  |

## Sociedade

### Qualidade de vida

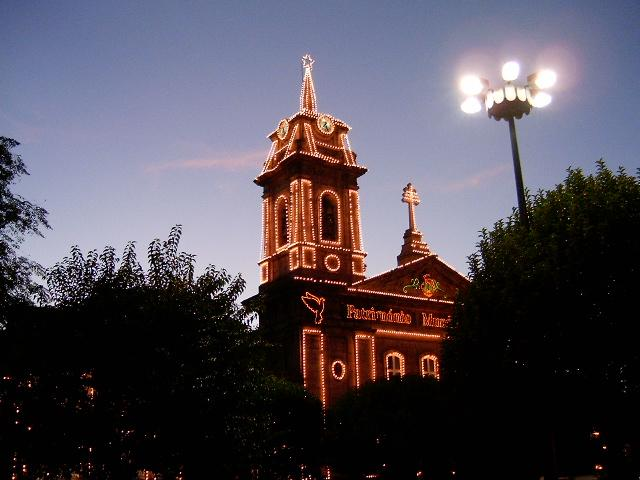
O Toural iluminado, fazendo referência ao estatuto de Património Mundial ostentado pela cidade.

Considerada em 2008, pelo jornal Expresso, como a 2.ª cidade com melhores condições para se viver, era contudo também a segunda cidade mais poluída do país em 2005., embora segundo um estudo de 2018 divulgado pela Organização Mundial de Saúde, Guimarães era então a cidade portuguesa estudada com menor nível de partículas finas inaláveis (PM2,5) e, em 2022, 97% da população usufruía de qualidade do ar que era considerado de qualidade favorável ou excelente.
Guimarães surgia no Top 10 das melhores cidades para se viver, visitar e investir numa análise realizada pela consultora internacional Bloom Consulting em 2019 ao desempenho das autarquias portuguesas nas áreas do investimento, turismo e qualidade de vida. Surgia também, em 2020, em 2º lugar como cidade com melhor qualidade de vida, pela MyBroker, com uma avaliação que mede o acesso à saúde, educação, serviços, jardins etc.

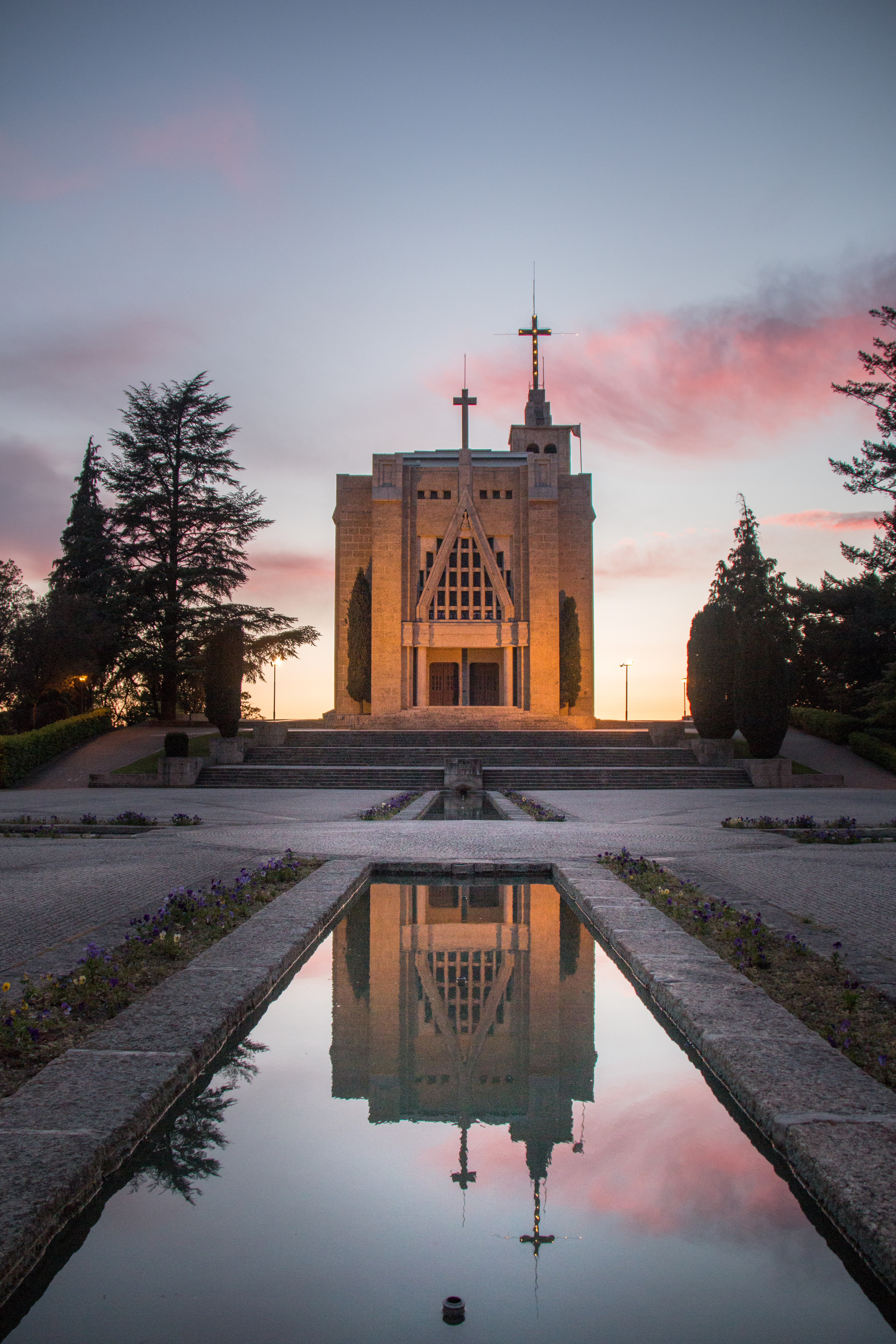
Santuário da Penha ao anoitecer.

Guimarães é uma das dez cidades 15 minutos em Portugal e surge de uma análise a cerca de 10 000 cidades em todo o mundo. Essa ferramenta permite mostrar as cidades onde maioria das necessidades diárias pode ser atendida a pé ou de bicicleta pelos seus habitantes.
Guimarães foi eleita Capital Verde Europeia 2026 depois de ter sido uma das três finalistas em 2025, tendo anteriormente apresentado outra candidatura a ser Capital Verde Europeia 2020, após um processo iniciado em 2013. Para o júri este prémio deve-se ao desempenho “excepcional” da cidade em todos os sete parâmetros ambientais: qualidade do ar; ruído; água; biodiversidade, áreas verdes e uso do solo; resíduos e economia circular; alterações climáticas: mitigação; e alterações climáticas: adaptação.
Se em 2004, a rede de abastecimento de água cobria 89% da população, sendo previsto pela concessionária Vimágua que em finais de 2006 a cobertura atingisse 95% da população, O abastecimento de água era fornecido na efectividade a cerca de 70% da população[carece de fontes?], a mesma rede tinha crescido para cobrir 98% da população em 2021
A cobertura da rede de saneamento básico doméstico pública era, em 2001, de 63,5% da população (previsto pela Vimágua que atinja os 80% em 2006), sendo que 47% dos alojamentos familiares se encontravam ligados ao sistema público, enquanto 49% se encontrava ligada a sistemas particulares (principalmente fossas sépticas) e 1,1% não possuía qualquer sistema de esgotos, tendo, até 2024, a cobertura de saneamento básico doméstico crescido para 84,5% e cerca de 15% ainda utilizavam fossas sépticas. Em 2021, cerca de 92% dos alojamentos encontrava-se servida por um sistema de drenagem de águas residuais.
Na recolha e tratamento de resíduos sólidos, o acesso da população era de 100%. Em 2024, eram gerados anualmente 452 kilos per capita, sendo que 48% destes eram reciclados.
Contudo, o Diário de Notícias defendia que a cidade, conjuntamente com outras cidades do Distrito de Braga, têm crescido "desordenadas e inestéticas, sujeitas a políticas de betão promovidas pelas autarquias responsáveis".

### Comunicação Social

#### Imprensa Escrita
Guimarães foi a quarta cidade de Portugal a dispor de jornais, com o "Azemel Vimaranense" fundado em 1822 e cuja publicação, possivelmente, terminou com os acontecimentos da Vilafrancada. Contudo, somente a partir de 1856 é que este teria seguimento, com o aparecimento de vários jornais locais, dos quais o primeiro a ser publicado, foi "A Tesoura de Guimarães", tendo desde esta altura sido publicados cerca de 150 títulos de imprensa periódica.
Na actualidade as revistas são a Revista de Guimarães e a Guimarães, agora!, sendo os jornais actuais:
- O Comércio de Guimarães
- O Cónego
- O Conquistador
- Desportivo de Guimarães
- Jornal de Guimarães
- Mais Guimarães
- Jornal do Adepto
- O Pilar
- Reflexo – O Espelho das Taipas
- Sport Jornal dos Desportos

#### Rádio
No concelho todo existem duas rádios, ambas sedeadas na cidade. A Rádio Fundação emite em 95.8 MHz FM. A Rádio Santiago emite em 98.0 MHz FM. Refira-se ainda a Rádio Universitária do Minho, sedeada em Braga, que emite em 97.5 MHz FM para os pólos da Universidade do Minho de Braga e Guimarães. Todas possuem ainda emissão pela Internet. A Rádio Inquieta e a Rádio Onda Celta (Rádio-Escola do Agrupamento de Escolas de Briteiros) são as outras rádios do concelho que emitem exclusivamente online.

#### Televisão
A Guimarães TV começou a emitir on-line em site próprio desde 24 de Junho de 2007 no Sapo Vídeos e Youtube, fruto da iniciativa da câmara municipal e do Cybercentro, sendo os seus conteúdos transmitidos no canal Região Norte TV, na plataforma por cabo da TVTEL. Chegou também a ser transmitido no MEO KANAL a 1 de agosto de 2014.
O canalguimaraes.com iniciou as suas emissões em Março de 2010, e era propriedade da CINEREPUBLICA, CRL, e resultou dos esforços da Associação de Socorros Mútuos Artística Vimaranense.
Actualmente nenhum destes canais de TV continua a transmitir.

## Desporto

### Infraestruturas desportivas

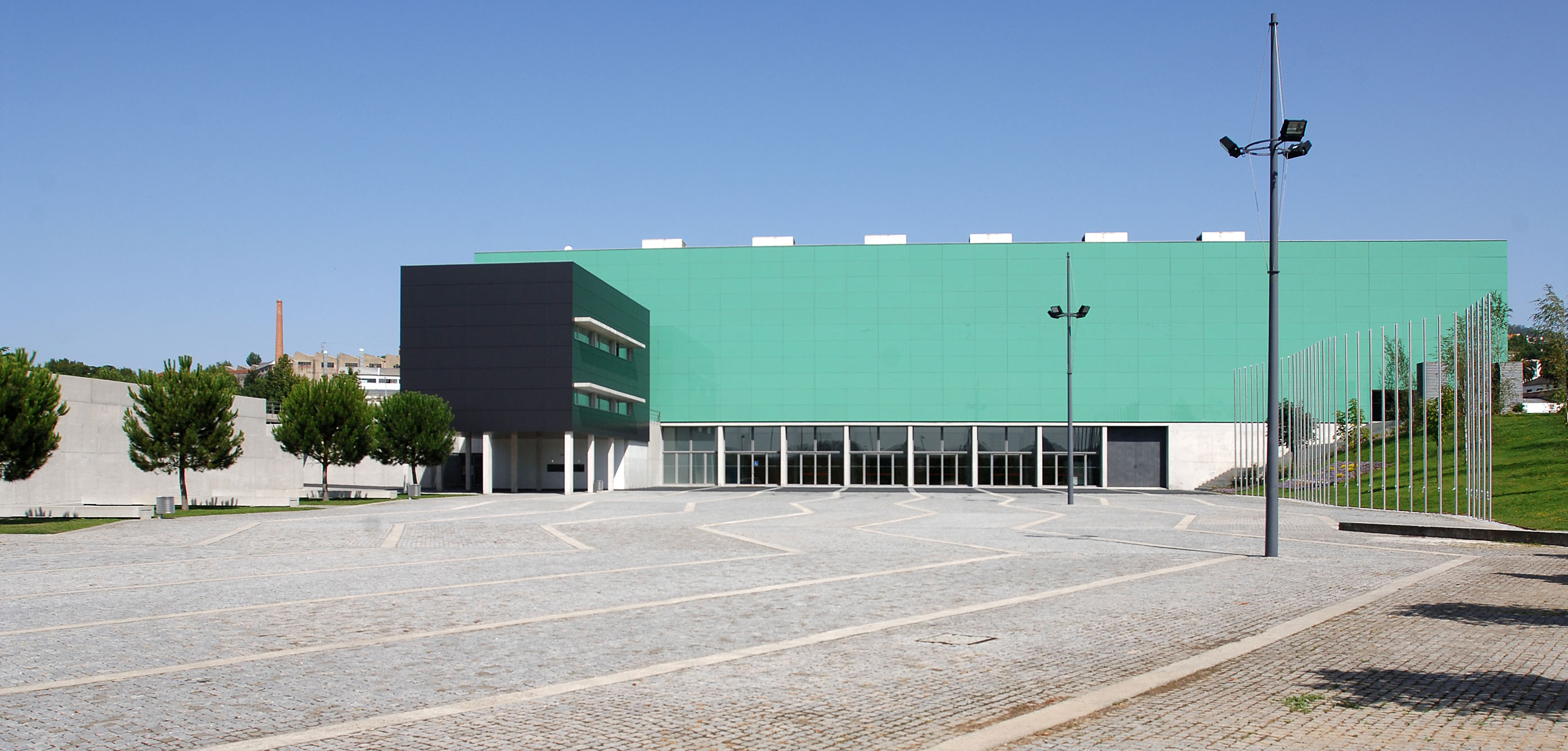
Multiusos de Guimarães

Guimarães nos últimos anos, assistiu à construção de vários equipamentos desportivos, maioritariamente inseridos na Cidade Desportiva, que servem maioritariamente a população da cidade.
Da Cidade Desportiva, salienta-se a o novo Multiusos de Guimarães, situado na Veiga de Creixomil, junto a uma das principais entradas rodoviárias e à circular urbana. Com uma capacidade máxima de 7 603 lugares, já acolheu várias competições de nível internacional, concertos, congressos e feiras.
Relativamente perto do pavilhão multiusos, as Piscinas de Guimarães, são compostas por três piscinas interiores aquecidas, sendo uma delas de 25m e as restantes dedicadas à aprendizagem e bebés e duas piscinas exteriores. Dispõe ainda, de um ginásio, gabinete de massagens, entre outros serviços.
Mesmo a seu lado encontramos a Pista de atletismo Gémeos Castro, com 8 corredores em piso sintético e bancada com capacidade para 1 200 pessoas.

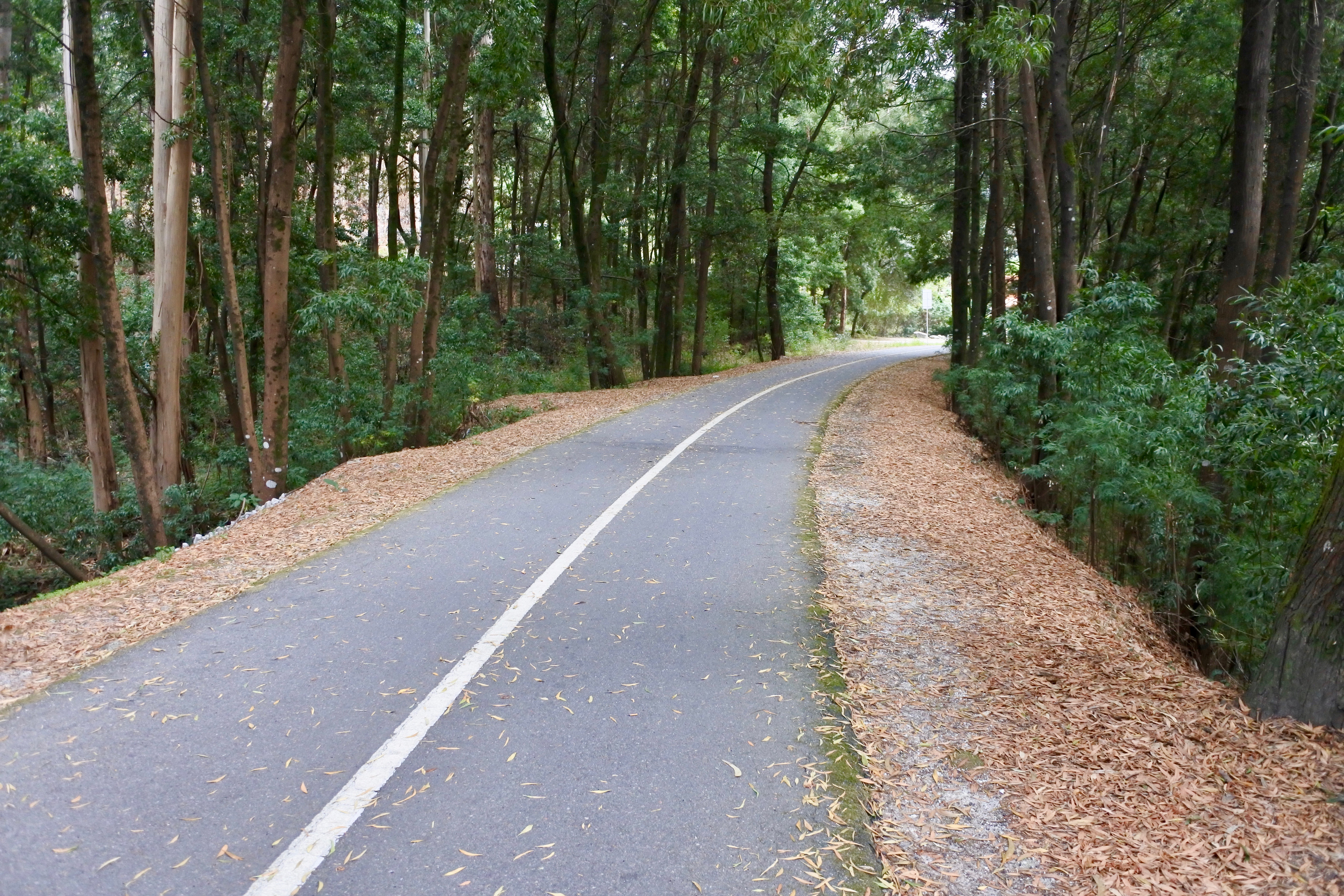
Pista de Cicloturismo entre Guimarães e Fafe

Da mesma cidade desportiva, mas fora da gestão da Tempo Livre, a Pista de Cicloturismo Guimarães-Fafe, resultado do aproveitamento parcial da desactivada, em 1986, ligação ferroviária a Fafe, fazendo esta a ligação da cidade à cidade e concelho de Fafe, compreendendo uma extensão de 14,1 km, sendo assim um excelente traçado para percursos cicloturísticos ou pedestres, maioritariamente feito pelo meio de montes e campos agrícolas. O primeiro troço abriu em 1996, no concelho de Fafe e tinha a extensão de 6 km, sendo aberto o troço vimaranense em 1999, formando assim o presente percurso intermunicipal.
O parque da Cidade Desportiva está situado ao lado da pista de atletismo Gémeos Castro e é um enorme espaço relvado de acesso livre que permite a prática individual ou colectiva de todo o tipo de desportos e actividades físicas. Inclui ainda uma parque infantil e espaços de lazer e de estar em família.
Localizado perto do centro de Guimarães, o Parque da Cidade ou  Parque Urbano de Guimarães é um enorme espaço relvado e arborizado, com parque de estacionamento de automóveis nos principais acessos, equipamentos de restauração, parque infantil e mobiliário fixo para realização de algumas práticas desportivas. Fica ao lado do complexo desportivo do Vitória de Guimarães e, num dos jardins, tem um lago artificial dedicado à cidade de Kaiserslautern, geminada com Guimarães.
As Piscinas dos Bombeiros Voluntários de Guimarães, pertença dos Bombeiros Voluntários de Guimarães possui um ginásio e serviços complementares.

### Instituições desportivas

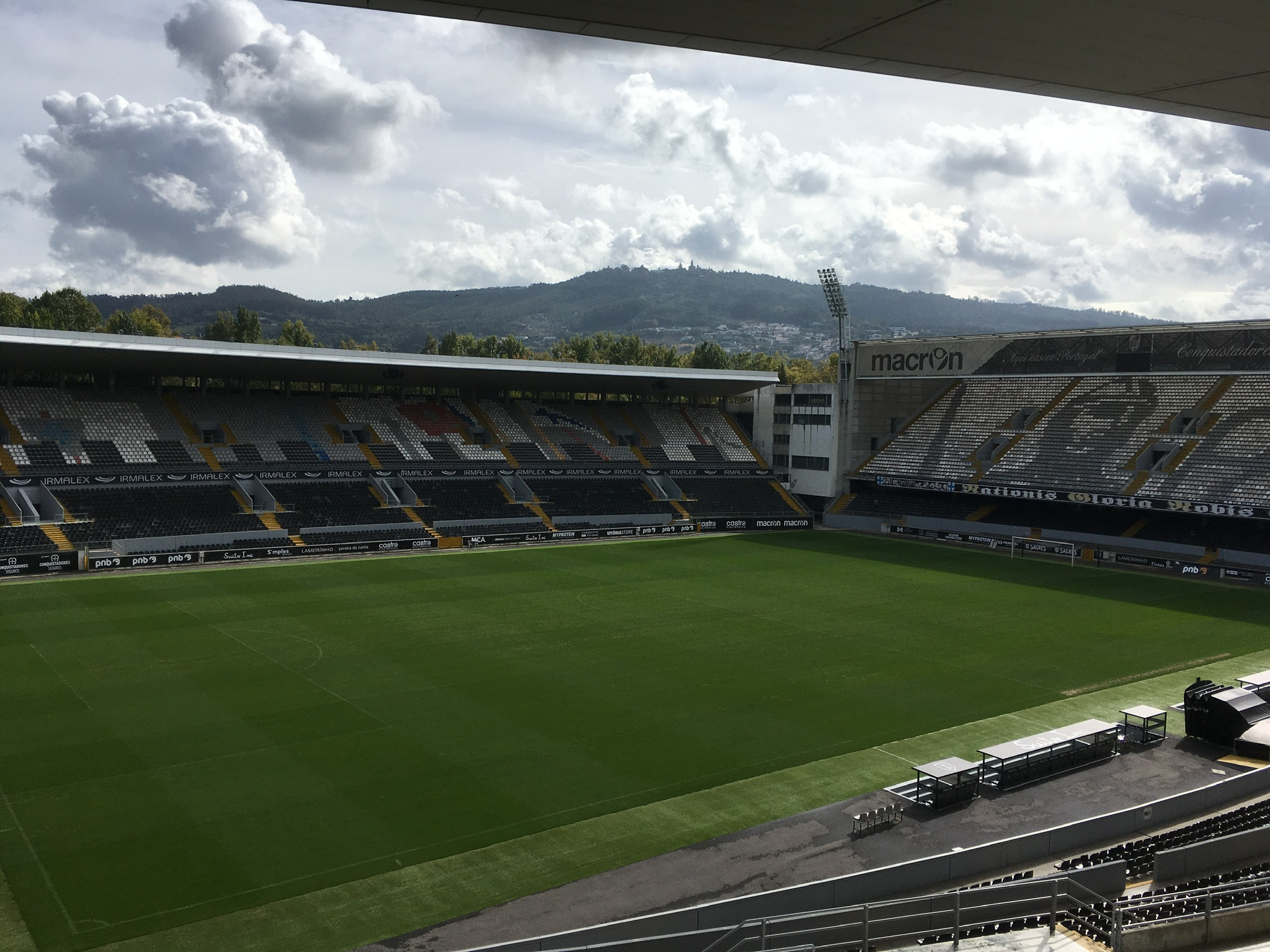
Estádio do Vitória Sport Clube

Existem, no município de Guimarães cerca de 145 organizações desportivas.
O clube mais importante e conhecido do concelho é o Vitória Sport Clube, sedeado na cidade, e embora participe em mais modalidades, é conhecido especialmente pelo futebol, onde esteve 48 épocas consecutivas na primeira divisão portuguesa até a época de 2005/06, tendo descido durante uma época à Liga de Honra. Na época de 2007/08 garantiu, pela primeira vez na sua história, o apuramento para a 3ª pré-eliminatória da Liga dos Campeões. Na época de 2019/20 teve o seu melhor resultado europeu ao derrotar o FK Ventspils por 6-0, num agregado de 9-0, jogos a contar para a 3ª pré-eliminatória da UEFA Europa League.
Também no futebol sobressai-se o Moreirense Futebol Clube, da vila de Moreira de Cónegos, que compete presentemente na Primeira Liga. O seu maior feito foi a conquista da Taça da Liga em 2016/17 e a sua melhor classificação foi o 6.º lugar na Primeira Liga.
Como comprovativo da qualidade formativa dos clubes, Associação de Futebol de Braga, na época 2023/24, atribuiu 20 certificações, sendo, o concelho com mais certificações FPF de formação no distrito.
| - Associação Cultural e Desportiva Ases de Santa Eufémia - Associação Cultural Recreativa de Lordelo - Associação Juvenil de Nespereira - Associação Recreativa e Cultural de Airão Santa Maria - Atlético Clube de Gonça - Atlético Clube de Guimarães - Berço Sport Clube - Brito Sport Clube - Centro Cultural Recreativo de Fermentões - Centro Social Cultural e Desportivo de Silvares - Centro de Cultura e Desporto O Desportivo de Ronfe - Clube Caçadores das Taipas - Clube Desportivo de Guimarães - Clube Desportivo de Ponte - Clube Desportivo Xico Andebol - Clube Recreativo de Candoso | - Futebol Clube “Os Piratas de Creixomil” - Grupo Cultural e Desportivo Águias Negras Tabuadelo - Grupo Desportivo de Longos - Grupo Desportivo Unidos do Cano - Grupo Desportivo Recreativo Cultural Os Sandinenses - Grupo Desportivo Recreativo Os Amigos de Urgeses - Grupo Desportivo Serzedelo - Grupo Desportivo da Valinha - Grupo Desportivo União Torcatense - Grupo Recreativo e Cultural de Aldão - GTEAM Guimarães Footbal Club - Guimarães Rugby Union Football Club - JUNI - Jovens Unidos Num Ideal - Pevidém Sport Clube - Santiago Mascotelos Futebol Clube - União Desportiva Polvoreira |

## Economia

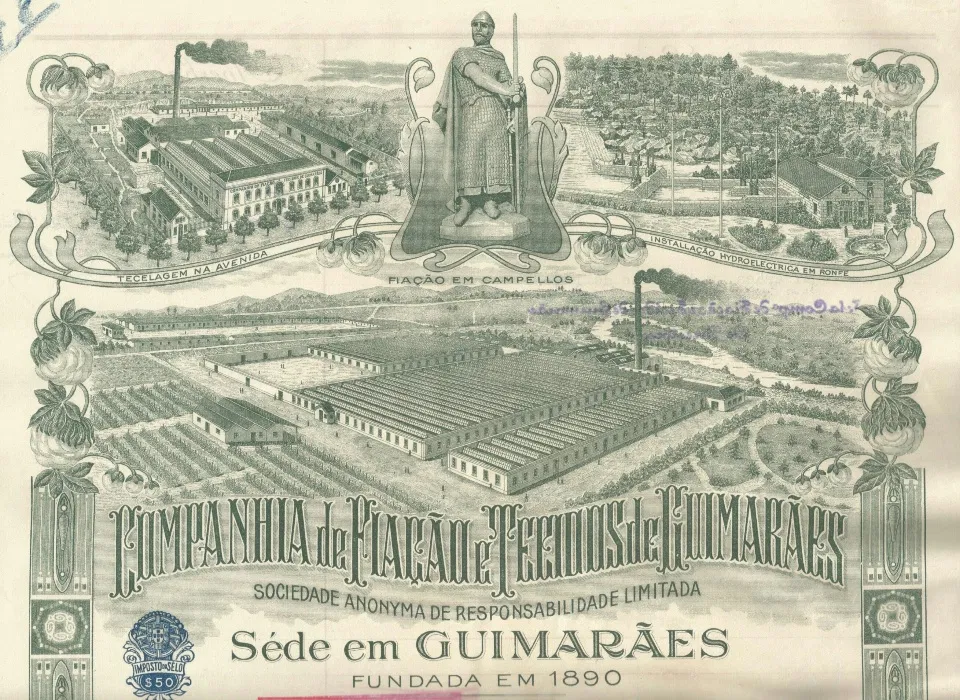
Acção da Companhia de Fiação e Tecidos de Guimarães, de 1924

Tem uma intensa actividade económica, especialmente nas seguintes actividades: fiação e tecelagem de algodão e linho, cutelaria, curtumes, quinquilharia e artesanato (ourivesaria, faianças e bordados).
No sector primário, o solo é maioritariamente ocupado por culturas forrageiras e prados temporários, seguido de culturas cerealíferas e vinha. Ao contrário da região do Ave, onde as pastagens e prados permanentes ocupam 3 529 hectares, no concelho apenas 54 hectares são ocupados dessa mesma forma.
Quanto ao sector secundário, integra-se no vale do Ave, zona que se caracteriza historicamente pela sua forte industrialização, nomeadamente na indústria transformadora e no sector têxtil.
No sector terciário, a maioria de serviços concentra-se na cidade e vilas.

### Avepark
Situado na freguesia de Barco e perto da vila das Caldas das Taipas e as freguesia de São Lourenço de Sande e de São Salvador de Briteiros como pólo do Ave do Parque de Ciência e Tecnologia do Porto. Aqui, em parceria com a Universidade do Minho e no âmbito de uma candidatura efectuada à União Europeia, instalou-se o Instituto Europeu de Excelência em Engenharia de Tecidos e Medicina Regenerativa, o primeiro Centro Europeu de Excelência em território nacional, sede do "Grupo de Investigação 3B's - Biomateriais, Materiais Biodegradáveis e Biomiméticos, da Universidade do Minho, membro do Laboratório Associado Instituto de Biotecnologia e Bioengenharia".

### Transportes e comunicações

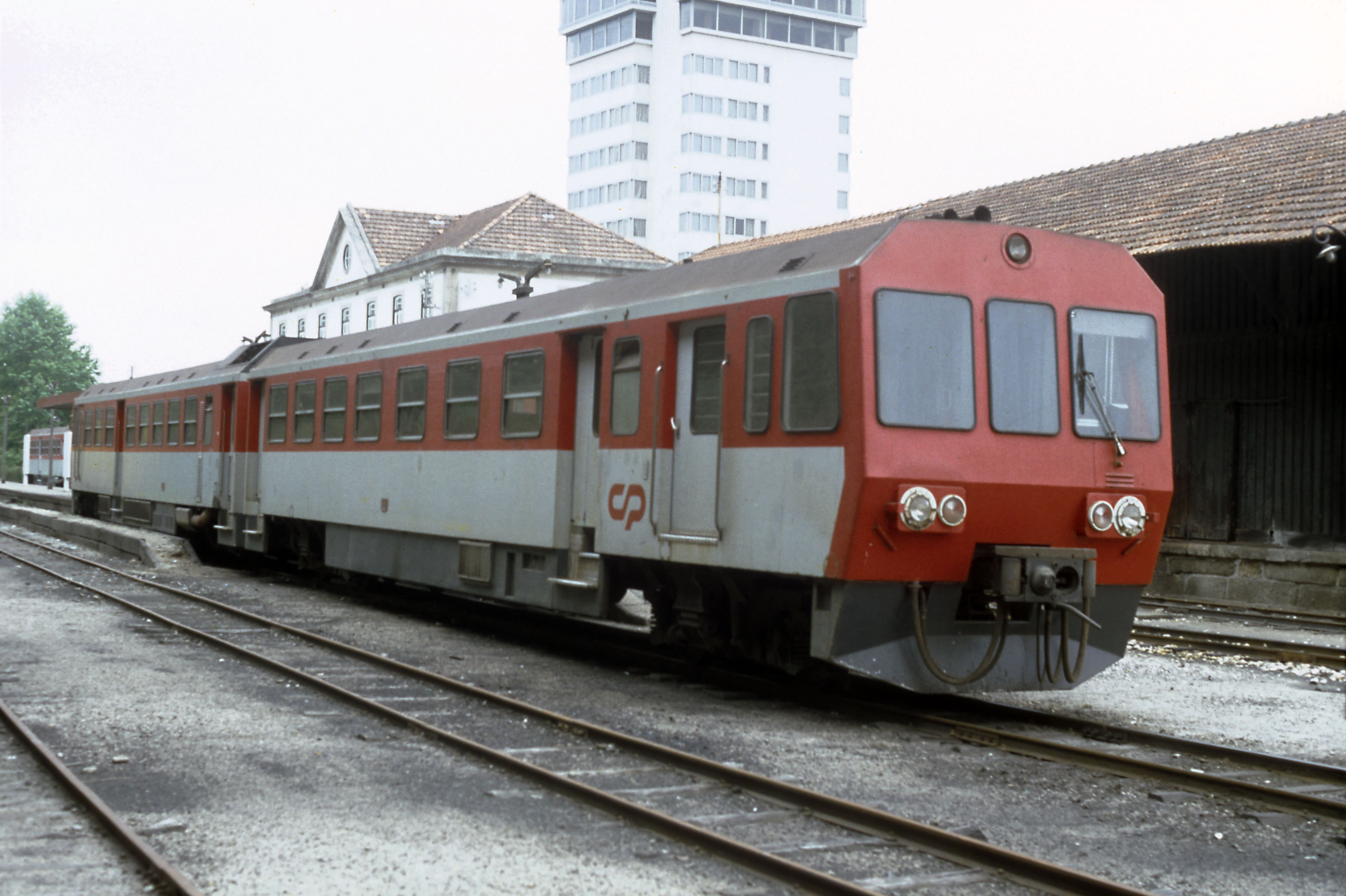
Automotora da série 9600, movida a diesel, parada na estação de Guimarães, em Maio de 1996. Este material circulante foi utilizado até à modernização da linha férrea.

É servida por uma rede viária, tendo a cidade como centro e nó de várias vias entre as quais se pode salientar as auto-estradas A7 (Póvoa de Varzim -  A24 Vila Pouca de Aguiar) e A11 (Esposende-  A4 Castelões (Penafiel), permitindo assim a chegar à cidade do Porto, afastada 55,9 km, em 43 minutos, e à cidade de Lisboa, à distância de 365,2 km, em 03h41m e em 20 minutos à cidade de Braga, permitindo assim a sua plena integração nos circuitos económicos nacionais e europeus. O concelho é ainda servido pelas estradas nacionais 101, 101-2, 105, 106, 206, 207-4, 309, EN310, e pelas estradas regionais 205, 206, 207 e 310.

Em Setembro de 2005 passavam diariamente, pela cidade, cerca de 120 000 viaturas. Este tráfego provoca vários congestionamentos, especialmente nas horas de ponta, nas áreas centrais da cidade e na EN 101, entre Guimarães e Caldas de Taipas.

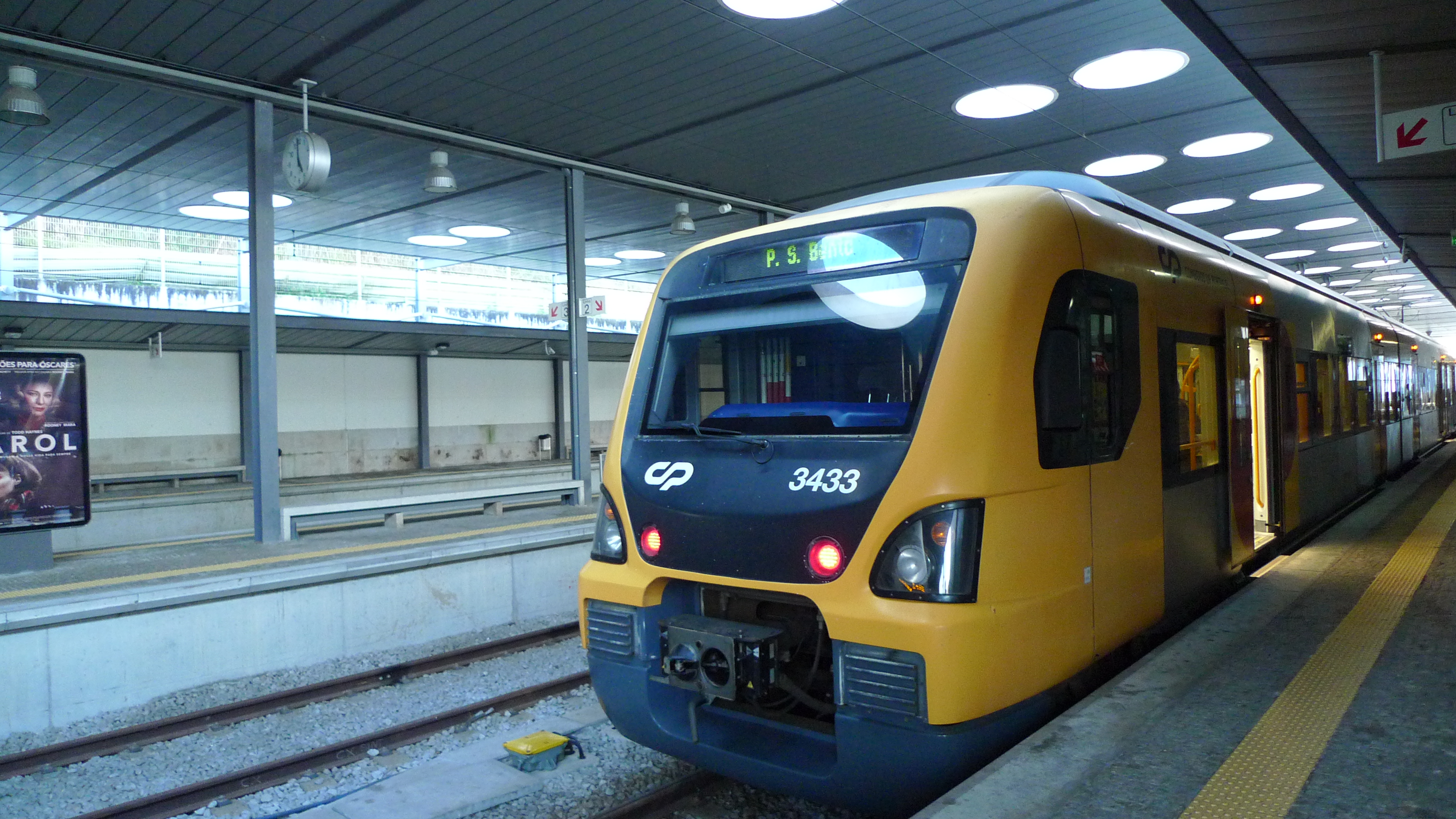
Automotora UME3400, parada na Estação de Guimarães. Estes veículos começaram a ser utilizados na linha de Guimarães após a modernização de 2004.

As praças de táxis cobriam, em 2006, 63,2% das freguesias ou 82,3% da população.

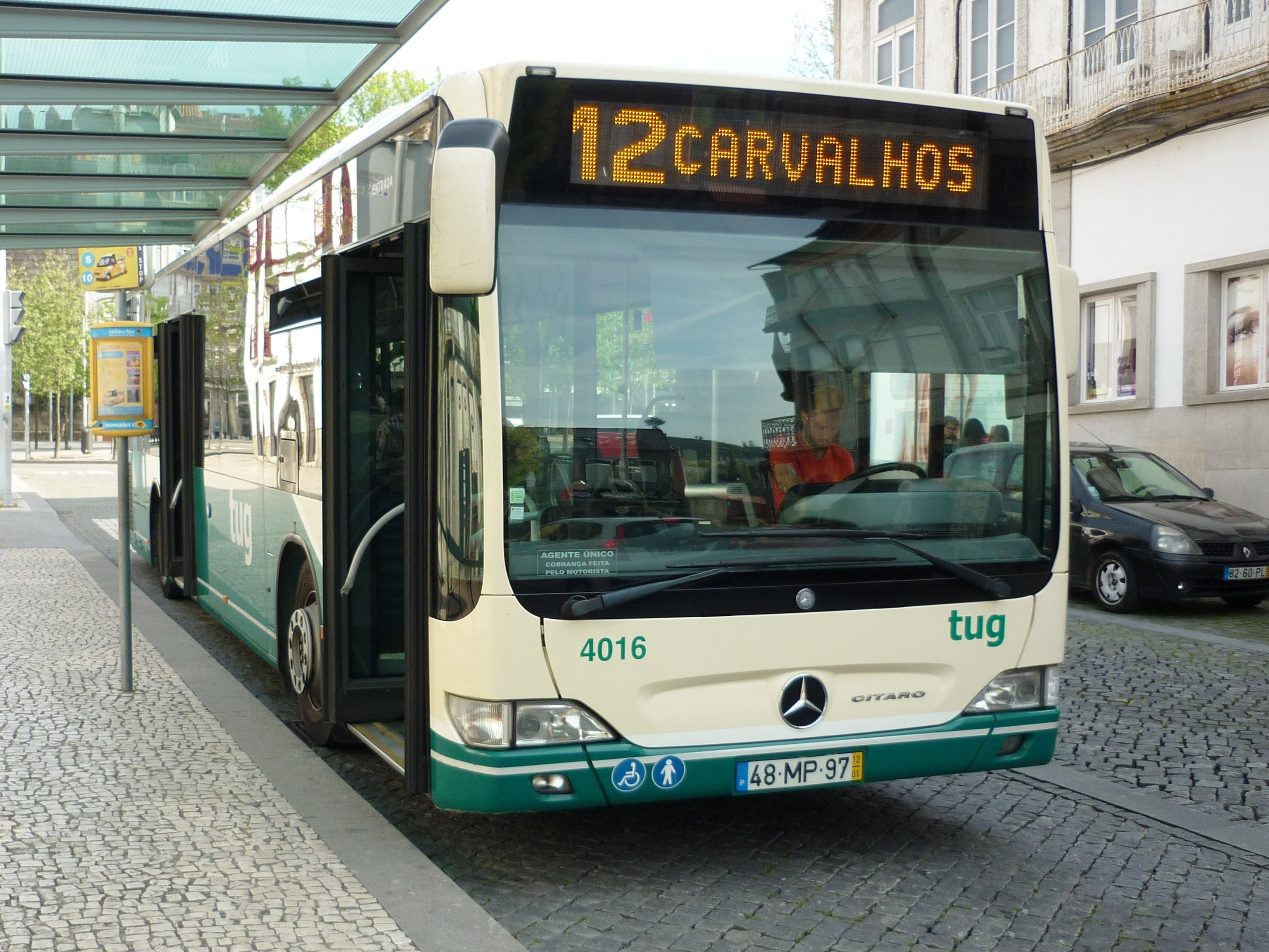
Autocarro dos extintos Transportes Urbanos de Guimarães

O concelho de Guimarães, a nível de transporte ferroviário, é servido pela Linha de Guimarães cobrindo 5,9% das freguesias e 12,7% da população, sendo a distância média das freguesias não servidas por este transporte, de 5,8 km. Esta linha beneficiou de uma renovação em 2004 que passou pela reedificação de estações e apeadeiros, electrificação da linha e seu alargamento para Bitola ibérica, bem como a compra de automotoras UME 3400.

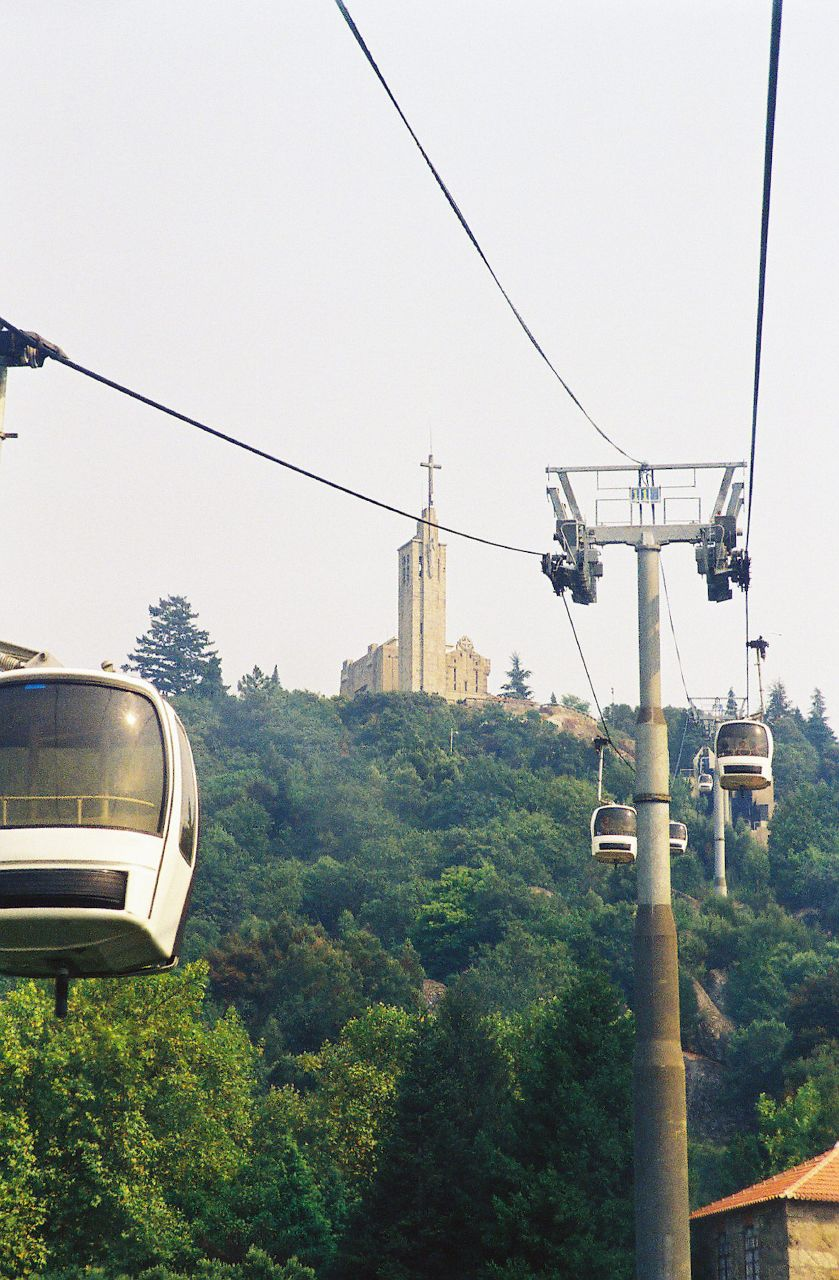
Teleférico da Penha

Os transportes públicos cobriam, em 2006, 97,1% das freguesias correspondente a 98% da população e a rede de transportes urbanos municipal servia 23 freguesias a que correspondia 33,8% das freguesias ou 50,9% da população, esteve concessionada até final de 2021 aos Transportes Urbanos de Guimarães passando a concessão para a Guimabus, que cobriu todas as freguesias com 66 carreiras diurnas e 8 carreiras nocturnas  e 1 519 paragens e transportou 4,3 milhões de passageiros em 2022, número abaixo do previsto.
Segundo dados dos censos de 2021, a percentagem da população que utiliza transporte colectivo baixou de 26% para 12,1%, em 20 anos. Por outro lado, a percentagem que se desloca de carro subiu de 41,5% para 71,6%, no mesmo período.
O uso de bicicleta como meio de transporte, em movimentos pendulares no ano de 2018, tinha uma quota de 0,1%.
O Teleférico de Guimarães liga a cidade ao Monte da Penha tendo realizado um total de 267 686 mil viagens em 2022. Este valor está próximo dos registos antes Covid-19 e revela um maior crescimento de uso por parte dos residentes que até à pandemia era usado mais pelos turistas.

## Educação
A cidade de Guimarães possuí várias escolas públicas e privadas de jardins de infância, ensino primário, ensino básico e secundário.
A taxa de analfabetismo era, em 2001, de 7,4%,[carece de fontes?] abaixo da média nacional e do Norte do país que eram de 8,9% e 8,3%, respectivamente, ao passo que em 2021, o número de indivíduos era de 3.765 correspondendo a cerca de 2,4% da população.
A população residente com 15 e mais anos por nível de escolaridade na cidade de Guimarães em 2021 indicava que 21,2% da população tinha pelo menos o secundário (escolaridade mínima obrigatória). Com o nível de ensino superior era de 15,1%. No que diz respeito ao ensino básico, Guimarães tem uma percentagem superior à média do país, correspondendo a uma percentagem de 27% de população com o quarto ano de escolaridade, de 12,6% com o sexto ano e 18,3% com o nono ano.

### Ensino superior
Existem duas instituições de ensino superior na cidade: a Universidade do Minho e o Instituto Politécnico do Cávado e do Ave. Existiu até 2020 em Guimarães a Escola Superior Artística de Guimarães.
Está ainda em Guimarães o Laboratório Colaborativo ProChild e o polo de Governação Digital da Universidade das Nações Unidas
O total de inscritos nas instituições de ensino superior público e privado foi, no ano lectivo de 2007-2008, de 15 718 para a Universidade do Minho (no total de alunos em Braga e Guimarães) e de 74 alunos no pólo de Guimarães da Escola Superior Artística do Porto.

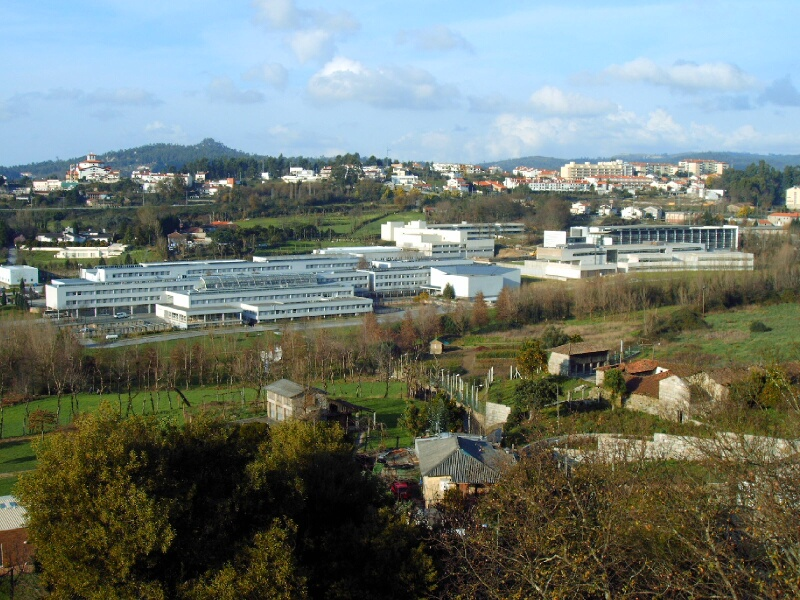
Campus de Azurém da UMinho

Os planos originais, para a criação da Universidade do Minho, apontavam para a instalação de um campus único na vila de Caldas das Taipas, contudo razões políticas levaram à divisão da universidade entre as cidades de Braga e Guimarães. Guimarães recebeu na época lectiva de 1977-1978, no Palácio de Vila Flor (actual centro cultural), parte dos cursos da então recém criada Universidade do Minho. As instalações definitivas da Escola de Engenharia foram inauguradas em 1989 no actual Campus de Azurém, onde hoje em dia se lecciona os cursos de arquitectura, geografia, design e marketing de moda e a maioria dos cursos de engenharia.
A extensão da Escola Superior Artística do Porto, instituição pertencente ao Ensino Politécnico, encontrava-se vocacionada para a formação académica na área das artes. Aqui iniciou a sua actividade no ano lectivo de 1983 - 84, designada então como Cooperativa de Ensino Superior Artístico Árvore, na sede da Associação Cultural e Recreativa Convívio, no âmbito de um protocolo entre estas duas instituições.  Transferiu-se para a última morada no ano lectivo seguinte. Em 2015 transformou-se na Escola Superior Artística de Guimarães, encerrando a mesma no ano de 2020.

## Vimaranenses Ilustres

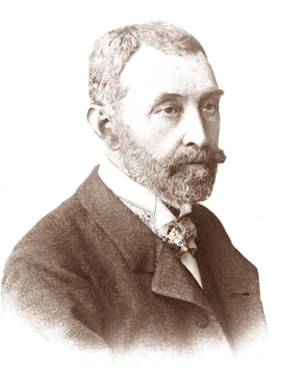
Alberto Sampaio

Os habitantes de Guimarães são chamados de Vimaranenses. Destacamos alguns de importância reconhecida, em várias áreas:
| - Abel Salazar (médico, professor, investigador, pintor, opositor ao Estado Novo, trabalhou e viveu no Porto) - D. Afonso Henriques, primeiro rei de Portugal (por tradição, mas na actualidade o local de nascimento é disputado com Coimbra e Viseu) - Agostinho Barbosa (bispo de Ugento) - Alberto Sampaio (historiador) - Alberto Martins (ministro) - Alfredo Pimenta (escritor e historiador) - Ana Dulce Félix (atleta) - António Lobo de Carvalho (poeta satírico do século XVIII) - Aurora Cunha (atleta) - Bernardo Pinheiro Correia de Melo (Conde de Arnoso, escritor e membro do grupo dos Vencidos da Vida) - Catarina de Lencastre (Viscondessa de Balsemão, poetisa) - Cláudia Martins (cantora) - Cristina Cunha (atriz) - Dionísio Castro (atleta) - Domingos Castro (atleta) - Duarte Freitas do Amaral (influente político do período do Estado Novo) - Elisabete Matos (cantora lírica) - Conde de Guimarães e Duque de Guimarães - Emídio Guerreiro (fundador do PSD) - Francisco Martins Sarmento (arqueólogo e escritor) - Gil Vicente (dramaturgo e ourives(?), embora a cidade lhe preste homenagem de várias formas, o seu local de nascimento é muito discutível) - Guilherme Augusto Inácio da Cunha Guimarães (Bispo de Angra) - Guilherme de Faria (poeta) - João Baptista Felgueiras (magistrado, ministro, 1º Procurador Geral da Coroa) - João Monteiro de Meira (médico, historiador e escritor) - João Reis (ator) - João Sousa (tenista) - Joaquim Roberto de Carvalho (médico radiologista) - Joaquim Santos Simões (não tendo nascido em Guimarães, viveu aí desde 1957) - José Francisco Correia (Conde de Agrolongo, industrial e filantropo) - José de Guimarães (artista plástico) - Luís Cardoso Martins da Costa Macedo (Conde de Margaride e influente personalidade política e social) - Paio Galvão (cardeal e mestre de teologia) - Papa Dâmaso I (mito) - Pedro Guimarães (artista plástico) - Salvador Ribeiro de Sousa (soldado e aventureiro que se ilustrou na Birmânia por volta de 1600) - Sofia Escobar (atriz e cantora) - Zé Amaro (cantor) |